# Ганг
Ганг (гінді गंगा, Gaṅgā IAST, Ганга, [ˈɡəŋɡaː]ⓘ, як і в більшості індійських мов; англ. Ganges, МФА: [ˈɡændʒiːz]) — одна з найповноводніших та найдовших (2 510 км) річок Південної Азії. Бере свій початок у Західних Гімалаях із льодовика Ґанґотри в штаті Уттаракханд, тече на південний схід, перетинаючи Гангську рівнину на півночі Індії, і впадає в Бенгальську затоку, формуючи разом з річками Брахмапутра і Меґхна дельту Гангу-Брахмапутри (переважно на території Бангладеш), частина якої вкрита лісами Сундарбанс.
Ґанґа (санскр. і гінді गंगा, Gaṅgā IAST) в індуїстській міфології — небесна річка, яка спустилася на землю і стала річкою Ганг. З давніх часів уважається священною для індусів. Індуси здійснюють паломництва до неї, особливо до її витоків і міст Харідвар, Варанасі та Аллахабад (місце впадіння Ямуни). На її берегах проходять кремації, у воді розсіюється попіл померлих індусів та здійснюються обрядові купання.
Річку активно використовують для зрошування. Її басейн площею понад 1 млн км² є одним з найгустіше заселених регіонів на Землі. Судноплавство на річці зараз дещо ускладнилося і можливе лише від гирла до міста Канпур на плоскодонних човнах. Ганг є головною водною артерією Бенгалу і північно-західних штатів Індії і часто розглядається як символ усієї країни. Перший прем'єр-міністр Індії Джавахарлал Неру в своїй класичній роботі Відкриття Індії" (1946) писав:
|  | Ганг — це, перш за все, ріка Індії, яка тримала в полоні серце Індії та притягувала до своїх берегів незліченні мільйони людей з самого світанку історії. Історія Гангу, від джерела до моря, від старих часів до нових, це історія цивілізації та культури Індії, піднесення та падіння імперій, великих і гордих міст, пригод людини… Оригінальний текст (англ.) The Ganges, above all is the river of India, which has held India's heart captive and drawn uncounted millions to her banks since the dawn of history. The story of the Ganges, from her source to the sea, from old times to new, is the story of India's civilization and culture, of the rise and fall of empires, of great and proud cities, of adventures of man… |

## Гідрографія

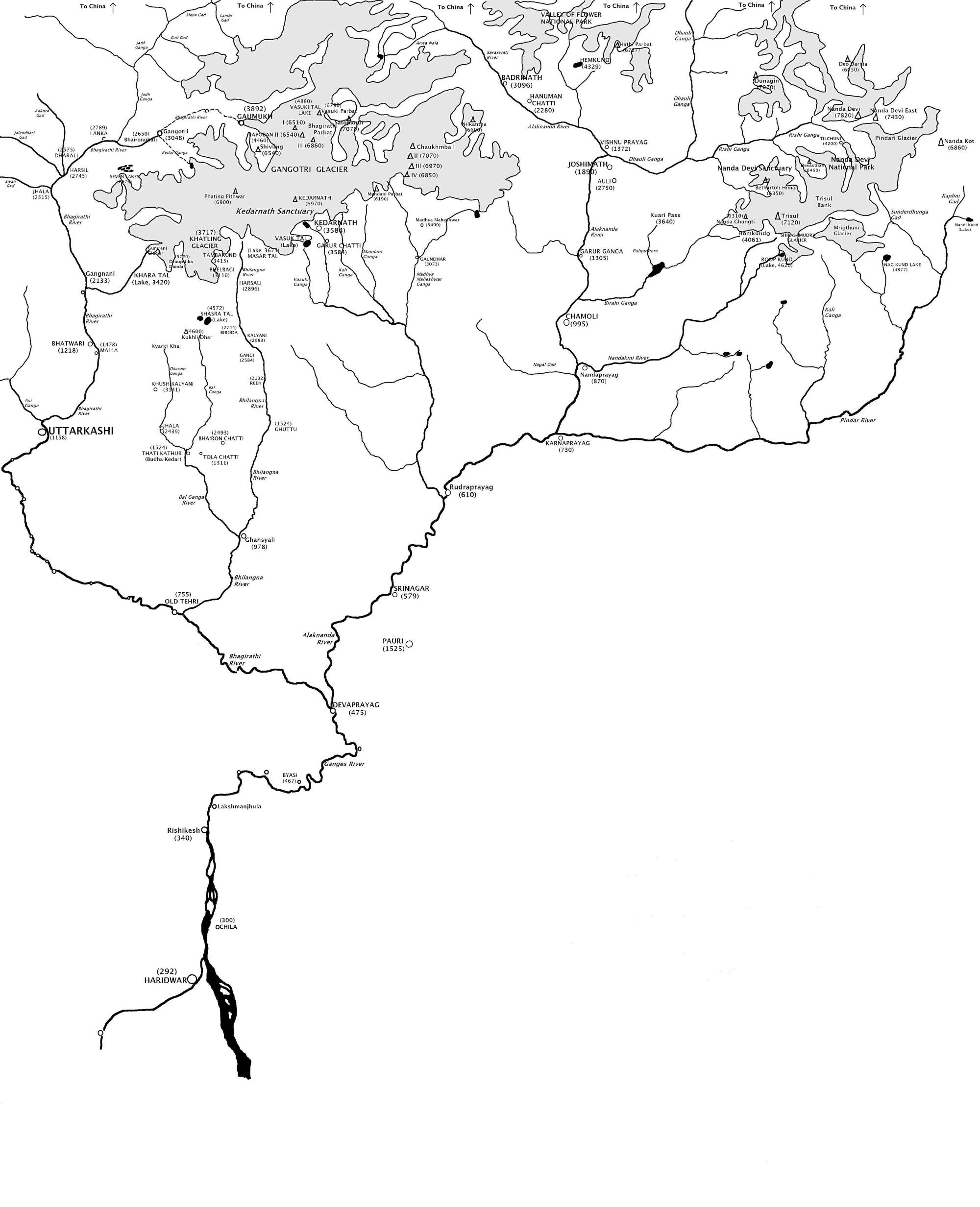
Верхів'я річки Ганг

### Русло та напрямок руху
На більшій частині свого русла Ганг — типова рівнинна річка з повільною і спокійною течією, хоча вона і бере свій початок високо в Гімалаях та живиться численними притоками, які теж стікають з гір. Індо-Гангська рівнина, на яку припадає більша частина течії річки, надзвичайно плоска. Різниця висот між Делі, розташованому на річці Ямуна, та Бенгальською затокою, відстань між якими 1 600 км, становить лише 210 метрів. Нахил русла Гангу між містами Харідвар і Аллахабад становить 0,22 метра на кілометр, а від Аллахабада до Колкати 0,05 м/км. Саме русло звивисте, утворює численні рукави, багато перекатів, островів, проток між рукавами, мілин.
Напрям течії Гангу кілька разів змінюється: від витоків річка плине на південний захід, біля Харідвара повертає на південний схід та тече у цьому напрямку до Аллахабада, далі, майже до злиття з своєю притокою Коші, — прямо на схід, а від місця впадіння Коші — в південно-східному напрямку. При цьому основне русло та деякі рукави Гангу течуть в південно-східному напрямку, а потім повертають на південь до Бенгальської затоки, а інші, як-от Бхаґіратхі та Джаланґі, одразу прямують в південному напрямку. Частина рукавів зливається з рукавами Брахмапутри та Меґхни і впадають у затоку разом з ними. Ширина річки в її серединній, найдовшій, частині коливається від 800 до 1 500 м. У нижній течії річка розходиться численними рукавами, утворюючи спільну з Брахмапутрою дельту завдовжки близько 300 км та завширшки близько 350 км.

### Водозбірна площа та режим

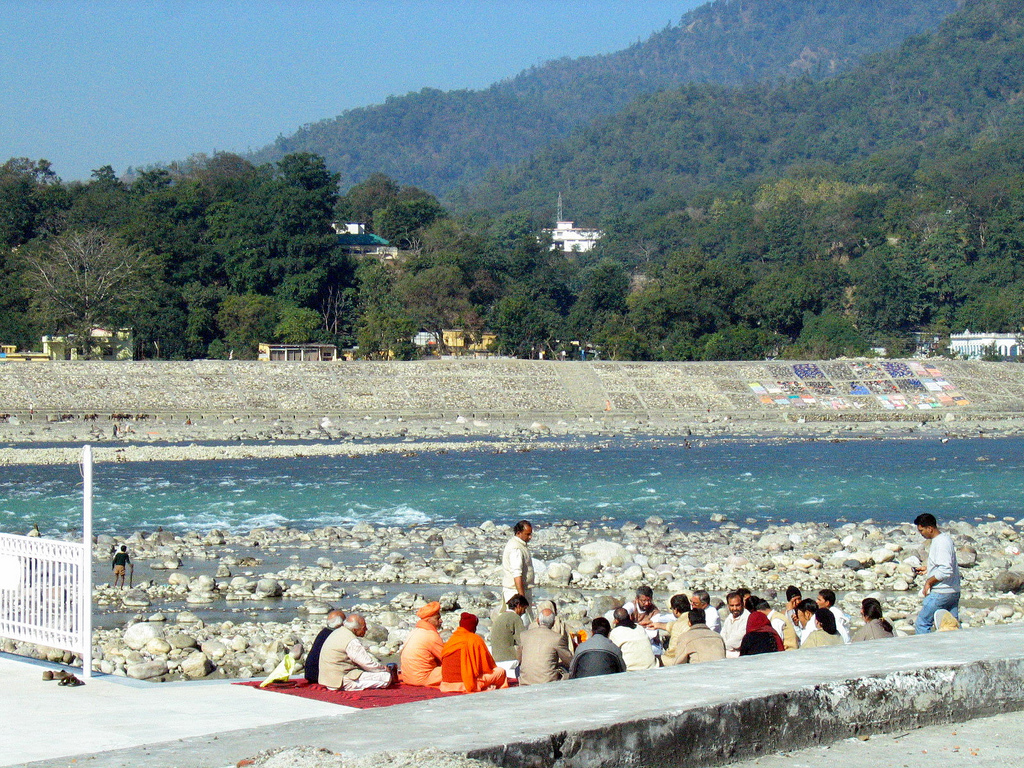
Ганг біля міста Рішікеш

Басейн Гангу — найбільший за площею в Південній Азії. Хоча завдовжки Ганг менше Інду і Брахмапутри, проте він перевершує їх розмірами свого басейну, який охоплює площу 1 060 000 км², а разом з басейном Брахмапутри, з якою Ганг формує спільну дельту, — 1 643 000 км².
Живлення річки частково дощове, за рахунок вологи, яку приносять південно-західні мусони та тропічні циклони (у нижній течії) з липня по жовтень, а частково — снігове, за рахунок гімалайських снігів, які тануть з квітня по червень. У грудні-січні в басейні річки випадає дуже незначна кількість опадів. У середньому, показники опадів у басейні річки коливаються від 760 мм/рік у його західній частині до понад 2 300 мм/рік на сході. На більшій частині власне течії річки, окрім дельти, опади складають 760—1 500 мм. У дельті часті дуже сильні циклонні зливи як під час сезону мусонів, так і після нього, тобто з березня по жовтень.

Стік Гангу за місяцем біля Фаракки (безпосередньо перед початком дельти)

Внаслідок змінного режиму опадів річка схильна до щорічних розливів, хоча і не настільки періодичних чи тривалих, як відомі розливи Нілу. Два головних вологих сезони є з квітня по червень (через танення снігів) та з липня по вересень (через мусони). Так, під час сезону мусонів вода в районі міст Варанасі та Аллахабад може підніматися на 15—16 м. Узимку рівень води в річці знижується до мінімуму.
Загалом водна маса річки дуже значна, поблизу Варанасі, на відстані 1 224 км від гирла рукаву Хуґлі, навіть у суху пору року Ганг має 430—440 м завширшки і 10—12 м завглибшки, а під час сезону дощів — 900—950 м завширшки і 18—20 м завглибшки. Середня кількість води, яка виноситься річкою до Бенгальської затоки, оцінюється у 12 000 м³/с (для порівняння, стік Гангу приблизно увосьмеро більший, ніж стік Дніпра).
Річка протягом усього року відрізняється дуже мутною водою, яка несе велику кількість осадових порід. Щорічно в дельті відкладається близько 180 млн м³ осадів, і цим визначається зміна кольору води в Бенгальській затоці, яку буває помітно вже за 150 км від берега. Коли річка повертається у береги після сезонних розливів, вона залишає величезну кількість мулу, що забезпечує надзвичайну родючість ґрунтів рівнини.

### Притоки

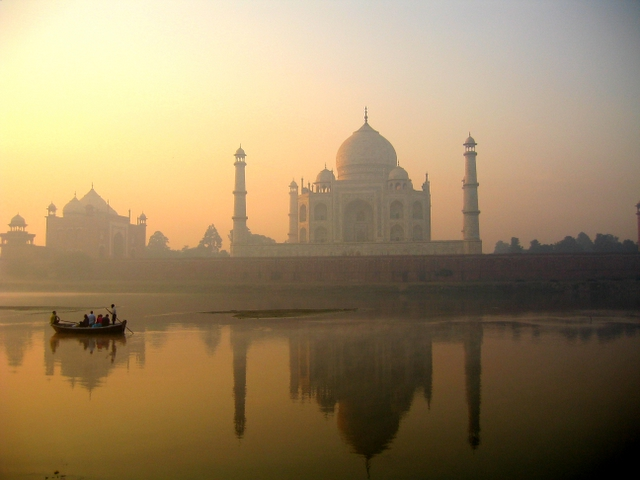
Мавзолей Тадж-Махал на березі Ямуни, Аґра.

Притоки Гангу розрізняються за своїм типом та походженням на кілька видів. Спочатку це річки та струмки, які формуються у Західних Гімалаях в районі льодовика Ґанґотри:
- Бхаґіратхі (головний витік річки)
- Бхіланґна (притока Бхаґіратхі)
- Алакнанда (яка, зливаючись з Бхаґіратхі, формує Ганг)

Від решти приток відрізняється найбільша притока Гангу — Ямуна (Джамуна), яка також стікає з Гімалаїв та впадає до Гангу з правого боку, до того протікаючи містами Делі та Аґра.
Значні водні маси води та мулу потрапляють до Гангу в його середній течії з лівого боку, куди впадають притоки, які беруть початок у Гімалаях. З них найбільші:
- Ґомті (або Ґоматі)
- Ґхаґхра (або Карналі)
- Ґандак (Ґандакі або Калі-Ґандак)
- Коші (або Косі)

З правого боку до Гангу впадають притоки, які беруть початок у горах Декану (Індійського плато):
- Сон
- Тамса (інколи Тонс)
- Карманаша (раніше Курманаза)
- Дамодар (притока рукаву Хуґлі)

## Течія
Ганг умовно поділяють на три частини: верхня течія (близько 800 км, від витоку до міста Канпур), середня (від Канпура до кордону Індії з Бангладеш, приблизно 1 500 км по прямій) і нижня (від кордонів Бангладеш до гирла, близько 300 км).

### Верхня течія

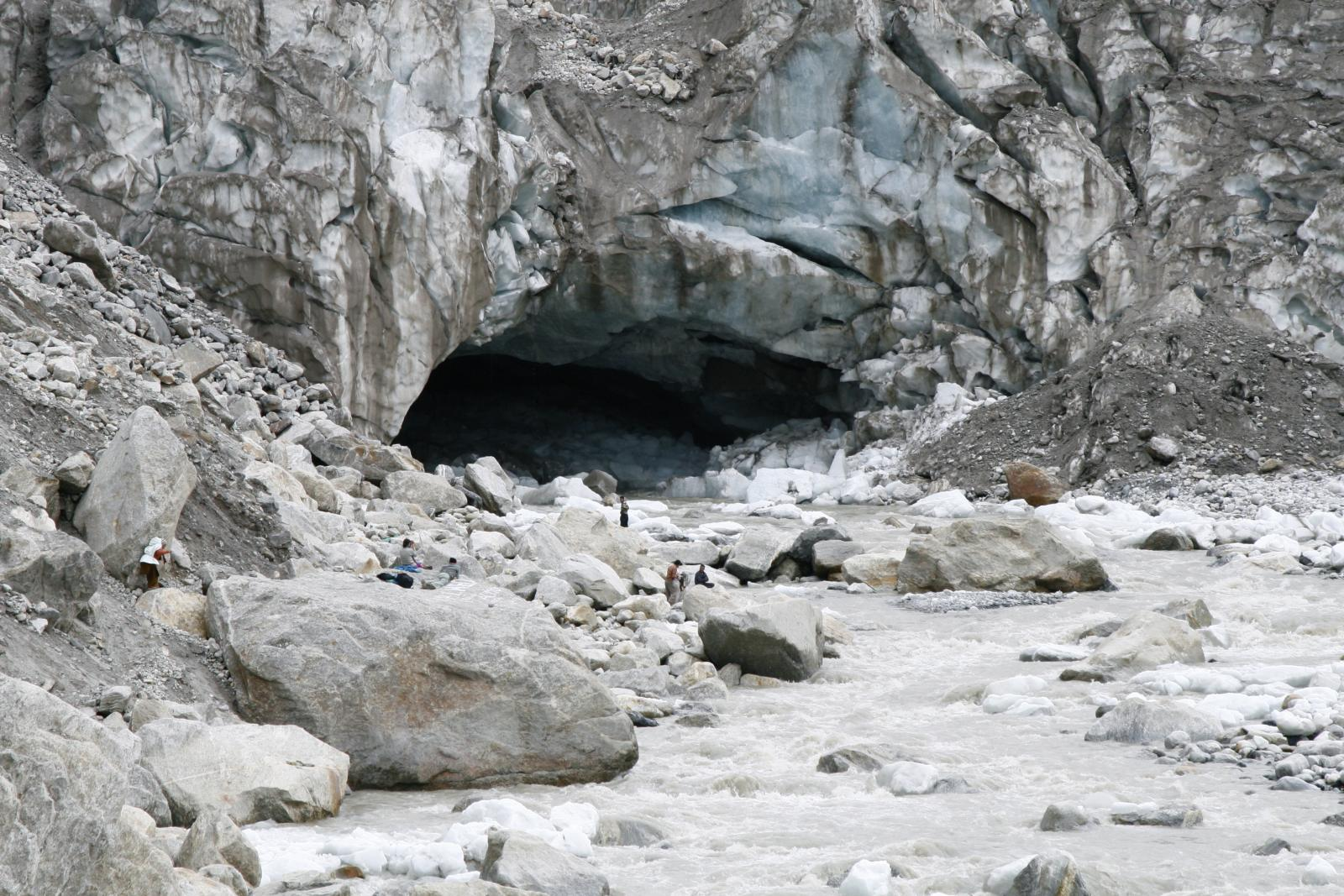
Ґаумукх — витік річки Бхаґіратхі з-під льодовика Ґанґотри біля Ґанґотрі

Головним витоком річки є Бхаґіратхі, що бере свій початок від ділянки Ґаумукх унизу льодовика Ґанґотри в Гімалаях на території індійського штату Уттаракханд, на висоті 7 756 метрів над рівнем моря. Біля джерела розташоване селище Ґанґотрі, священне місце мешкання богині Ґанґи та важливий центр паломництва індусів.
Прямуючи на північний захід, Бхаґіратхі приймає поблизу селища Бхайронґхаті на висоті 2 770 м бурхливу притоку Джадх-Ґанґа (Джахнаві), яка раніше вважалася європейцями за витік Гангу. Далі річка прориває Нижні Гімалаї на висоті 2 478 метрів і біля селища Девпраяґ, на висоті 636 метрів, з'єднується з прозорою Алакнандою, яка також починається від гімалайських льодовиків. З цього місця річка і отримує назву «Ганг».

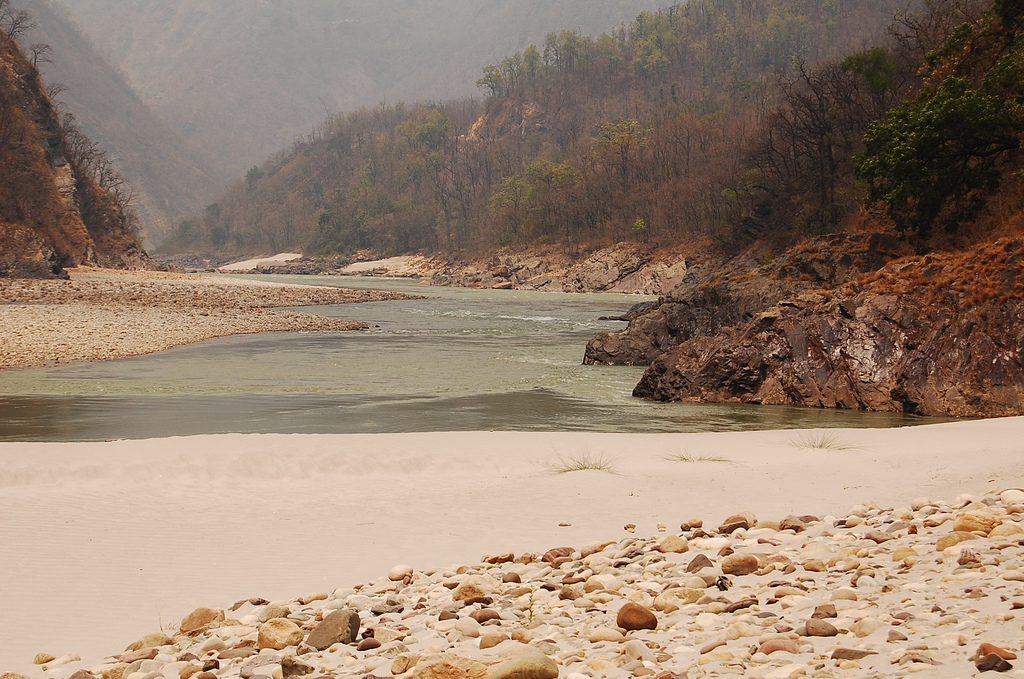
Ганг біля міста Рішікеш у межах Гімалаїв

Сполучені води Бхаґіратхі й Алакнанди проривають ланцюг пагорбів Шівалік на висоті 403 метрів біля священного міста Харідвар і, протікаючи через болотисту рівнину Тераї, виходять на величезну, надзвичайно родючу Індо-Гангську рівнину. У своїй верхній течії Ганг мчить бурхливим потоком переважно у південному напрямку, а залишивши гори, він стає спокійнішим і повертає на південний схід. Лише на рівнині річка стає судноплавною, хоча до будівництва Гангського каналу судна піднімалися до території сучасного парку Раджаджі.

### Середня течія

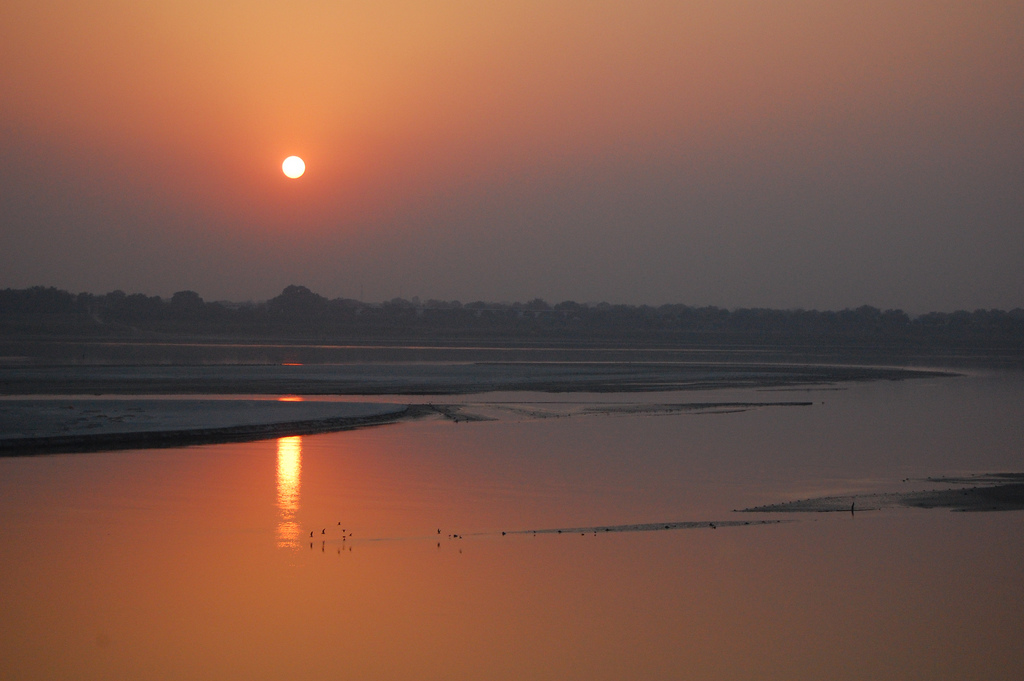
Ганг перед Аллахабадом

У середній течії Ганг сповільнює свій рух, пливучи до океану в південно-східному напрямку, утворюючи численні звивини, біля яких розташовані багатолюдні міста: Канпур, Аллахабад, Мірзапур, Варанасі, Патна, Бхагалпур (Індія), Раджшахі (Бангладеш) та інші. Хоча по прямій лінії довжина цієї ділянки 1 529 кілометрів, але через вигини довжина русла становить насправді 2 597 кілометрів. Не доходячи до Каннауджа, Ганг з лівого боку приймає велику притоку Рамґанґу. Далі, біля Аллахабада, до Гангу справа впадає його головна притока — Ямуна, — яка разом з Гангом (за легендою також і з Сарасваті) утворює так званий Трівені-Санґам, священний для індусів, і своїми кришталево-чистими водами розширює русло брудно-жовтого Гангу до 800 м. Зараз, в результаті значного відбору гангської води, Ямуна несе в середньому приблизно в півтора рази більше води, ніж Ганг перед злиттям, тому за формальними гідрологічними правилами далі за течією річка має називатися Ямуною, але через глибоку традиційність існуючої назви питання перейменування не стоїть. За Аллахабадом до Гангу впадають; зліва Ґомті, справа Тамса і Карманаша, а трохи вище Патни — зліва Ґхаґхра, справа Сон, a навпроти Патни, біля Хаджіпура, — велика притока Ґандак.

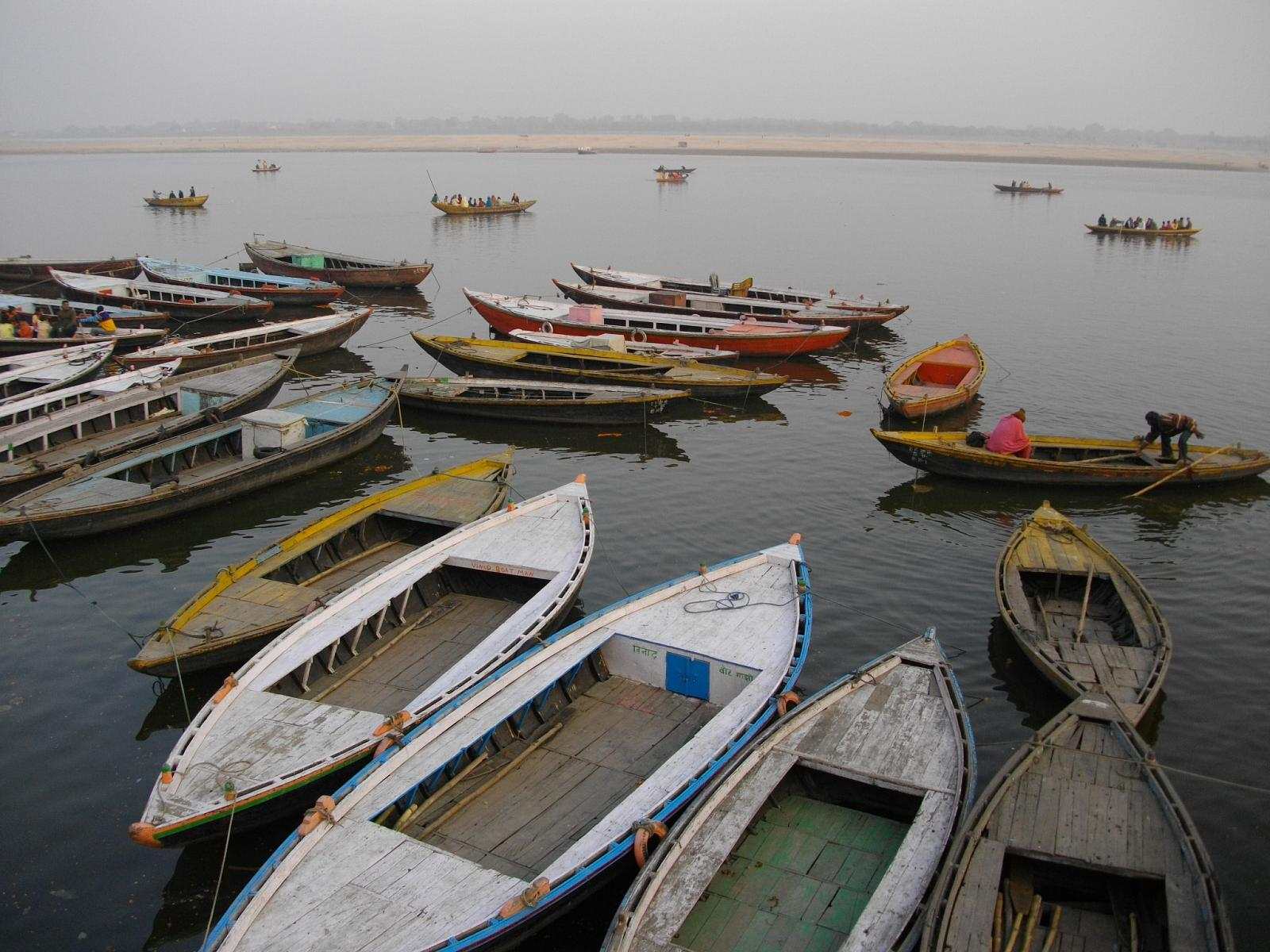
Човни на Гангу біля Варанасі

Нарешті, нижче Бхагалпура, Ганг приймає в себе багатоводну Коші, яка спускається безпосередньо з Гімалайських гір. У своїй серединній течії стає завширшки 1 500 м при глибині не більше 10 м, Ганг круто повертає на південний схід, попадаючи на найбільш плоску західну частину Індо-Гангської рівнини. Тут починається його нижня течія, де він розгалужується на рукави дельти. Поблизу Сахебґанджа вліво відходить величезний рукав Бхаґіратхі, а головне русло Гангу отримує з цього місця назву Падма. За 100 км далі за течією від Падми відділяється ще один великий рукав, Джаланґі.

### Нижня течія й гирло річки

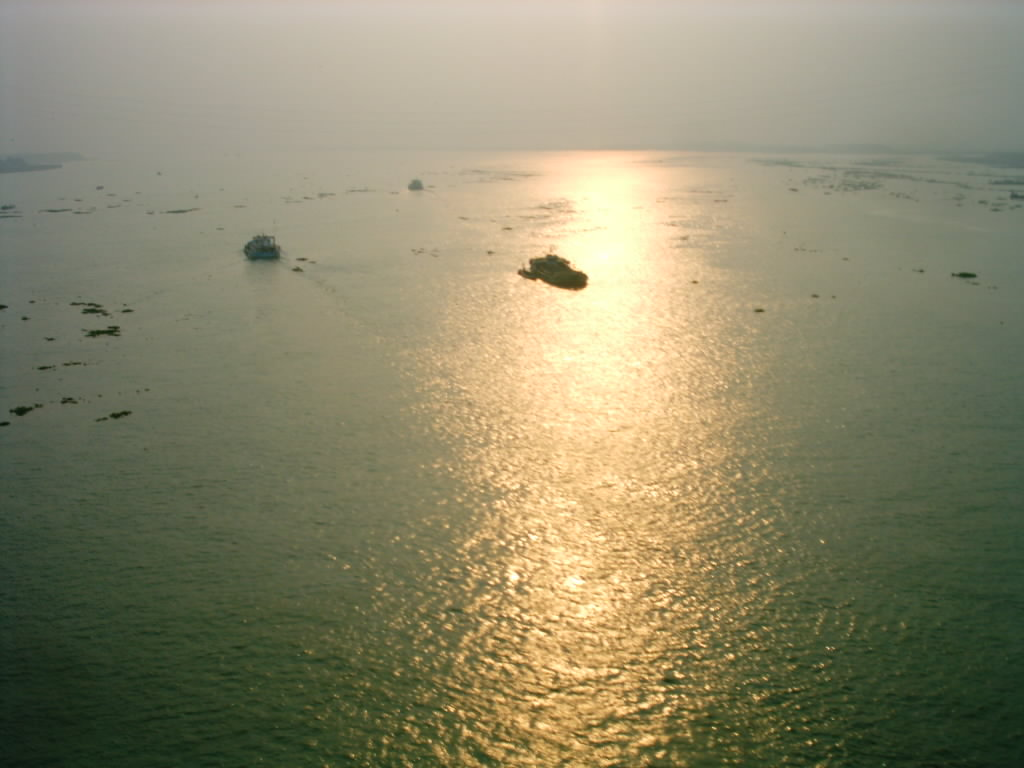
Рукав Меґхна в дельті

Пройшовши низиною 160 км, рукави Бхаґіратхі і Джаланґі з'єднуються в один спільний рукав Хуґлі, на якому розташоване місто Колката. Після з'єднання з річкою Дамодар біля міста Чанданнаґар, Хуґлі стає доступним для морських кораблів, а поблизу острова Саґар, нижче Колкати, впадає в Бенгальську затоку. Віддавши частину води в рукав Хуґлі, Падма, головний рукав Гангу, продовжує свій рух на південний схід і, розпадаючись на дрібні рукави (Мартабанґу, Ґуру, Чундну), приймає в себе зліва великий приток Махананду, а біля містечка Раджбарі з'єднується з Джамуною, потужним рукавом ще однієї священної для бенгальців річки — Брахмапутри.

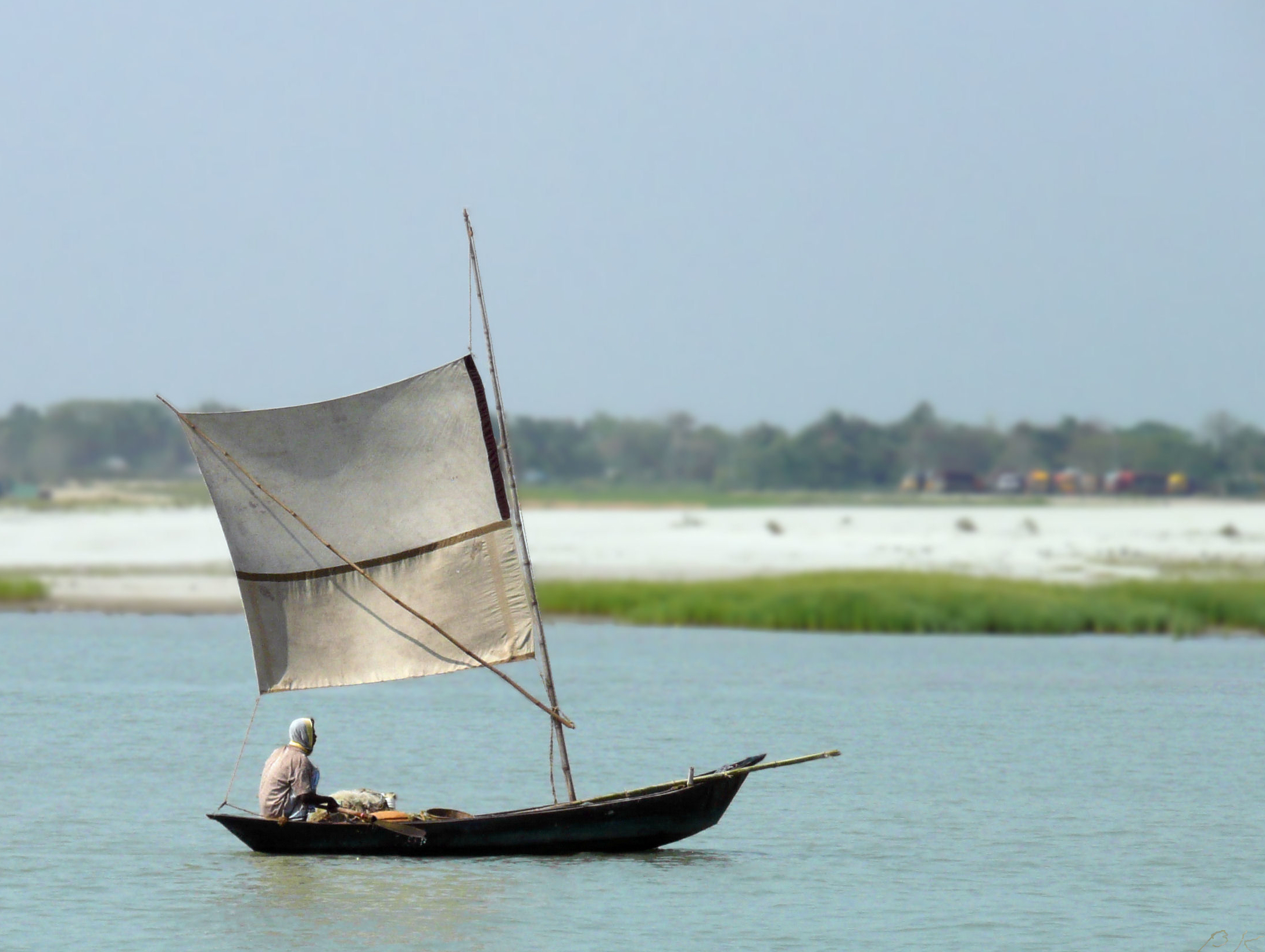
Човен на рукаві Падма в дельті

Сполучені води обох річок виливаються у Бенгальську затоку, зливаючись із Меґхною. Починаючи з Раджбарі спостерігається справжня дельта Гангу і Брахмапутри, найскладніша і найбільша на земній кулі, схильна до постійних змін. Нанесені ділянки землі між Хуґлі та Меґхною носять назву Сундарбанс. Це лабіринт із драговин, річок, рукавів і бухт вздовж Бенгальської затоки завдовжки 265 км та завширшки 350 км, засіяних несподівано виникаючими і найчастіше настільки ж швидко зникаючими мулистими і піщаними островами, вкритими величезними лісовими масивами, які частково затоплюються повенями і морськими припливами, які залишають на островах шари мулу та залишки змитих тварин та рослин.
Дельта Гангу поділяється на східну (активнішу) і західну (менш активну) частини. Сундарбанс, найбільший регіон мангрових лісів у світі, є частиною дельти Гангу. Далі від берегової лінії, в глибині континенту, дельта дуже швидко висихає після повеней, утворюючи родючу частину Бенгалу; зараз її майже повністю використовують для потреб сільського господарства, а останні ненаселені ділянки вкриті розкішною, майже непроникною рослинністю. Незважаючи на ризики повеней, цунамі і тропічних циклонів (так в 1961 і 1991 роках від цих природних явищ загинуло понад 700 тисяч осіб), в дельті Гангу й надалі проживають понад 145 мільйонів осіб.

## Флора і фауна

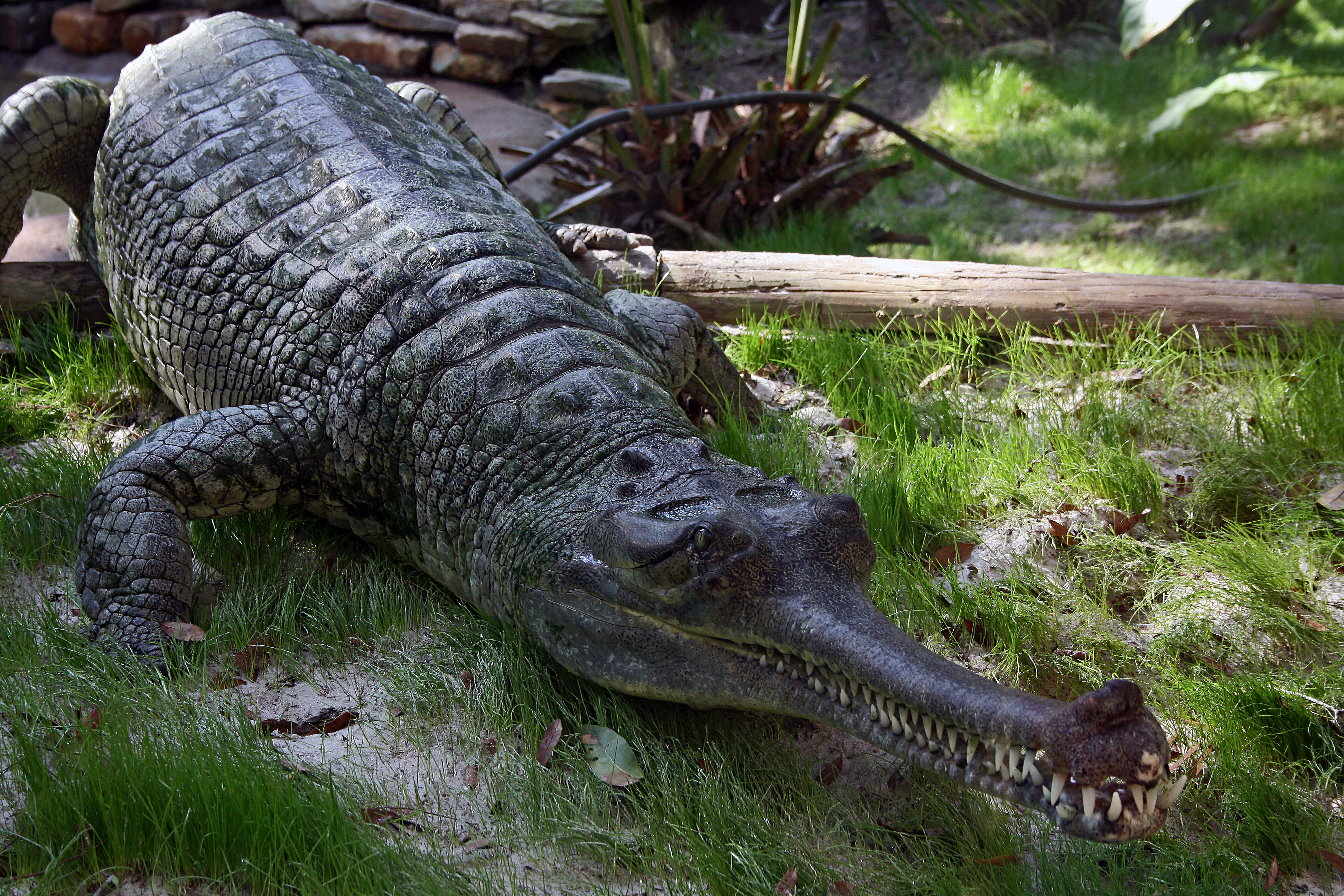
Гавіал

Як відомо з історичних свідчень, долини Гангу та Ямуни були вкриті густими лісами, ще у XVI—XVII століттях залишалися значні недоторкані ділянки пущі. У цих лісах водилися слони, буйволи, носороги, леви, тигри. Прибережна зона Гангу через її спокійне і благодатне середовище приваблювала багато різновидів водоплавних птахів, щонайменше 140 видів риб, 35 плазунів і 42 види ссавців.
На цій території поширені рідкісні види тварин, які перебувають під захистом — бабуїн, бурий ведмідь, лисиця, леопард, сніжний барс, кілька видів оленів, у тому числі плямистий олень, кабарга, їжатець та інші. Також тут поширені метелики та інші комахи різноманітних кольорів.

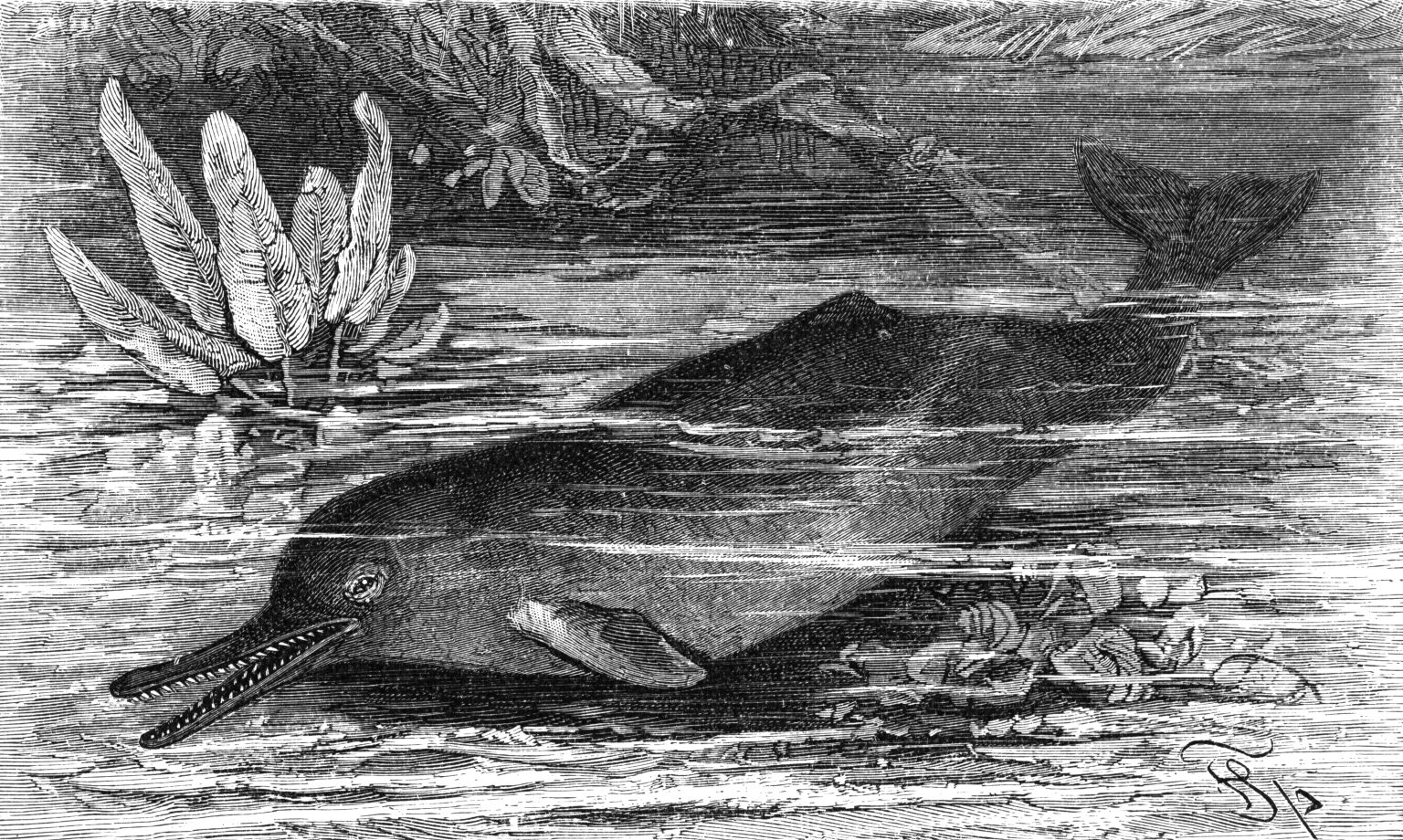
Гангський річковий дельфін

Через підвищення демографічного тиску з боку людей, вся фауна повільно переміщалася з долини Гангу до залишків лісів. На Гангській рівнині можна подекуди зустріти оленів, дикого кабана, дикого кота, вовка, багато видів лисиць. У річці зустрічаються прісноводні дельфіни двох видів, річкова та гангська акули та інші прісноводні риби.
Найбільше біорізноманіття збереглося в гирлі річки, на стику з Бенгальською затокою в районі Сундарбанс, де все ще поширено дуже багато форм маловивченої та рідкісної флори і перлина тваринного світу району — бенгальський тигр. Типові риби цього району включають нороптерид (Notopteridae), коропових (Cyprinidae), ходячих кларіїв (Clarias batrachus), анабасових (Anabantidae) та молочну рибу (Chanos chanos).

## Політична географія і населення

Басейн Гангу та індійські штати і держави, які він охоплює.

### Етнічний та релігійний склад населення
Загальна кількість населення басейну Гангу станом на 2001 рік становила близько 500 млн осіб, які мешкають на території Індії, Непалу і Бангладеш, а невелика кількість також у КНР і Бутані. Зазвичай поділ на етнічні групи тут не проводиться, етнічна приналежність (за виключенням меншин) не є частиною переписів, а окремі групи зазвичай визначаються за лінгвістичними та релігійними ознаками.
Населення басейну Гангу змішаного походження. У західній та середній частинах мешканці переважно є нащадками стародавніх дравідських народів, до яких пізніше приєдналися носії індоарійських мов. В історичні часи до них примішувалися тюрки, монголи, афганці, перси та араби. На сході та півдні, особливо в Бенгалі, дравіди змішувалися з індоарійцями та носіями тибето-бірманських мов. Європейці, які прибули останніми, складають незначну частину населення.
Загалом мешканці басейну річки розмовляють кількома десятками мов, більшість з яких індоарійської групи, і більш ніж 200-ми діалектами цих та інших мов. Найпоширенішими з цих мов є хінді (51-61 %[а]), бенгалі (25 %, переважно в Бенгалі), урду (6 %), майтхілі (3 %, переважно в Непалі та Біхарі), непалі (3 %, переважно в Непалі), панджабі (0,7 %), бходжпурі (0,4-7,5 %[а]), тхару (0,3 %), таманґ (0,3 %), орія (0,3 %), маґадхі (0-2,3 %[а], в Біхарі), мови мунда та англійська. Англійська, хоча і не входить до опублікованих даних переписів, є дуже поширеною другою мовою населення та письмовою мовою.
Серед мешканців регіону більшість індуїстів, близько 75 %, іншу велику релігійну групу складають мусульмани, яких близько 23 %, з них приблизно третина мешкає у Бангладеш, де вони складають переважну більшість. Меншими релігійними групами є буддисти (0,8 %), сикхи та християни (по 0,5 %), джайни (0,1 %). Малими, але культурно важливими, групами є анімісти (серед адівасі) та зороастрійці.

### Політична географія
Річка Ганг тече переважно територією Індії, лише недалеко до впадіння до Бенгальської затоки проходить територією Бангладеш. На території Індії річка протікає штатами Уттаракханд, Уттар-Прадеш, Біхар, Джаркханд (на межі) і Західний Бенгал. На території Бангладеш головний рукав річки, Падма, служить межею регіонів Раджшахі і Кхулна, а потім протікає регіоном Дака; регіони Кхулна і Барісал цілком входять до дельти річки, а регіони Раджшахі, Дака і Читтагонг — частково. До басейну річки належить і територія Непалу, оскільки практично всі річки, що беруть початок з Гімалаїв на території цієї країни, течуть у напрямку до Гангської долини і є притоками Гангу.

### Міста на берегах Гангу

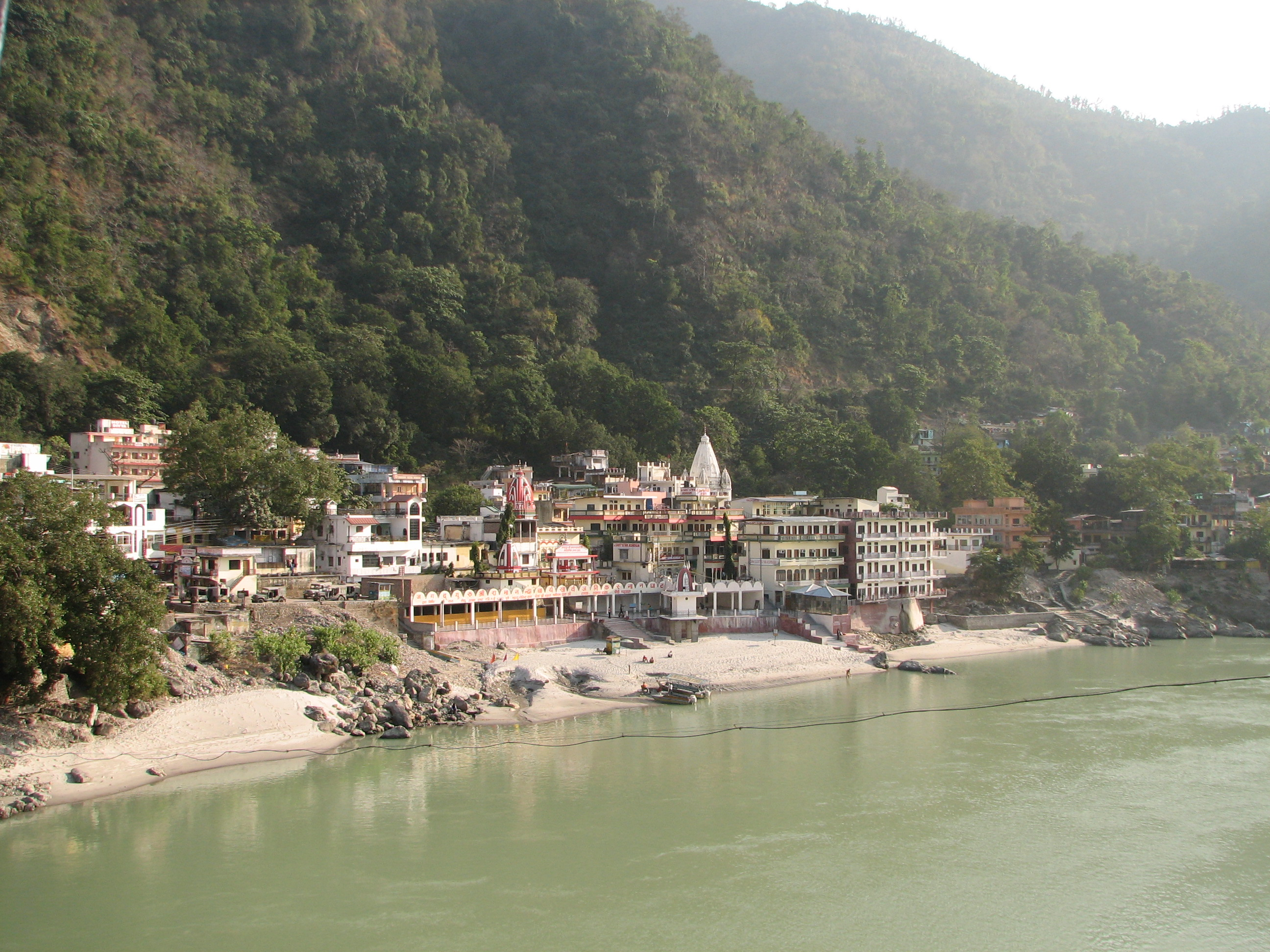
Рішікеш

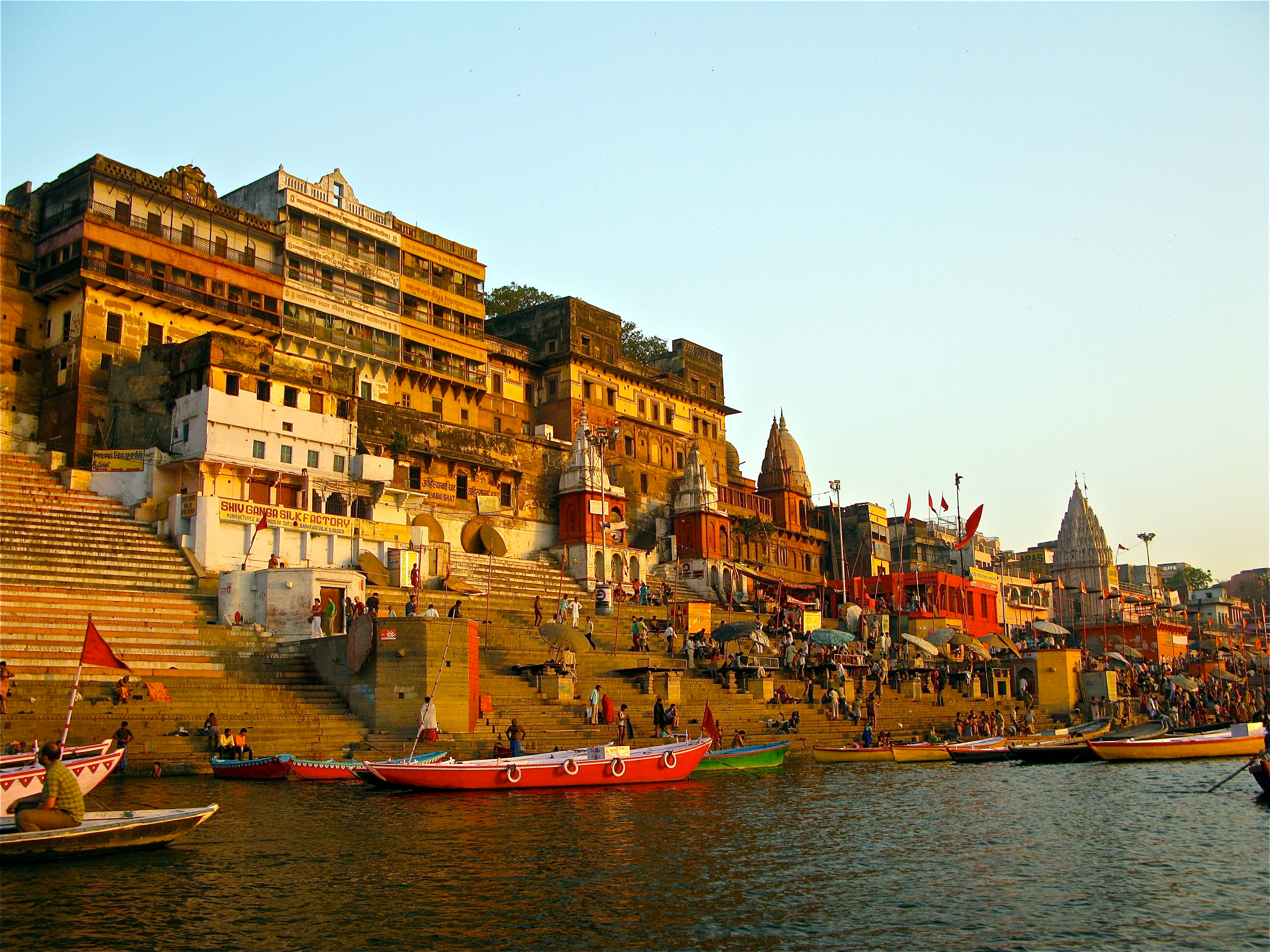
Варанасі

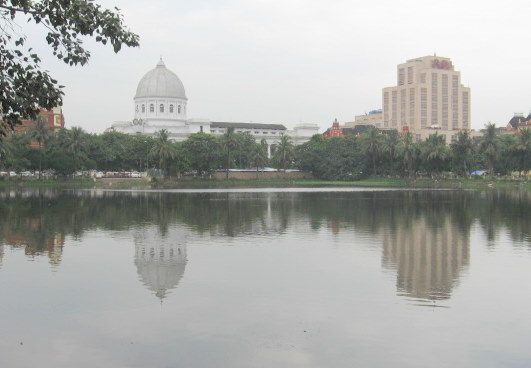
Колката

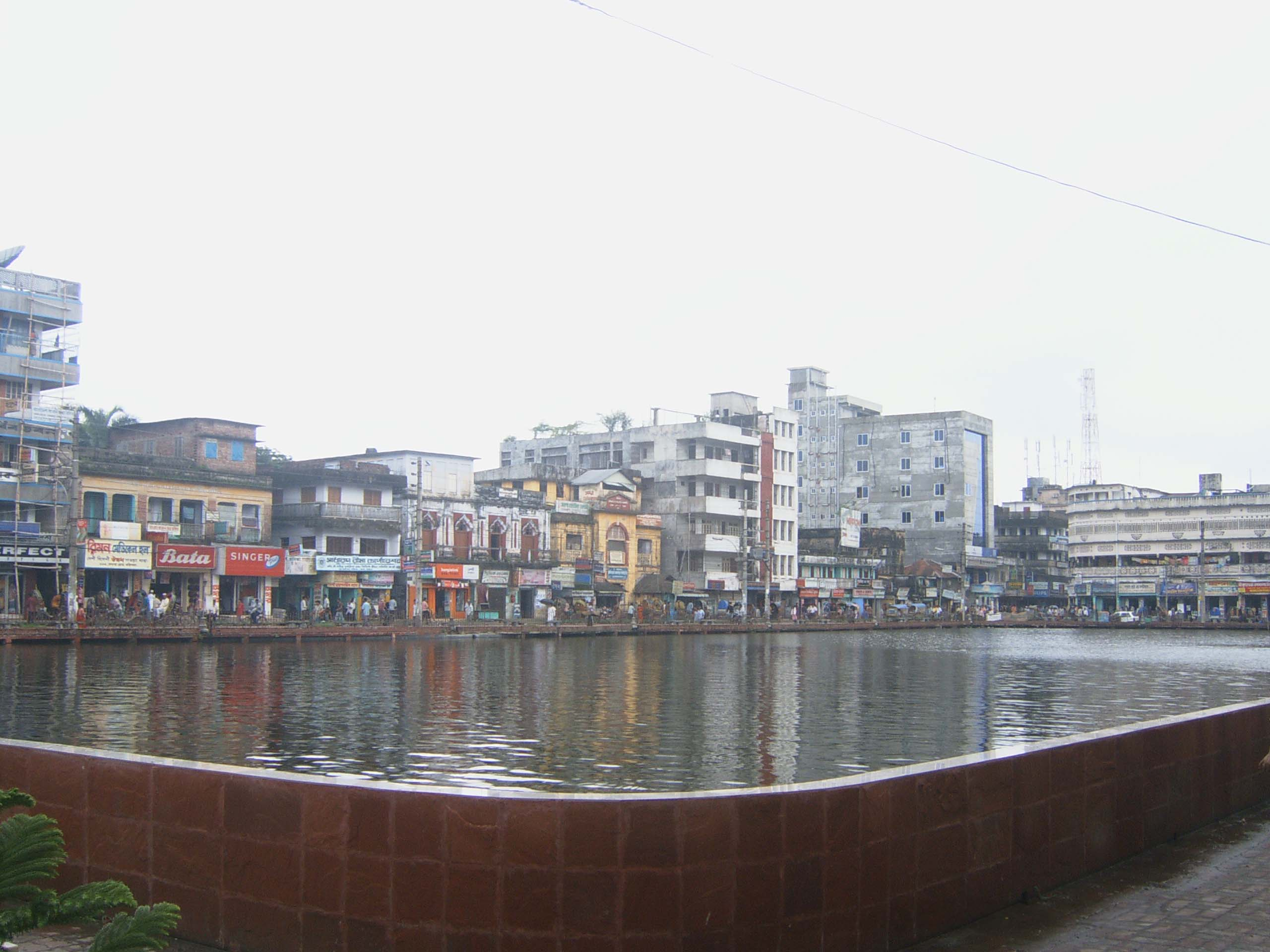
Барісал

Долина Гангу є однією з найбільш густозаселених ділянок на нашій планеті. Нижче наведені найбільші з міст, розташованих безпосередньо на річці. Список впорядковано за течією, за виключенням дельти (у штаті Західний Бенгал і у Бангладеш). Більша частина Західного Бенгалу і майже третина території Бангладеш входять безпосередньо до басейну Гангу. Вказані міста розташовані переважно на рукавах Хуґлі і Падма (головному руслі), а також на численних невеликих протоках. У дужках вказано населення за даними перепису 2001 року для Індії та оцінка станом на 2000—2008 рік для Бангладеш.
- Штат Уттаракханд:
  - Рішікеш (59 600)
  - Харідвар (175 100)
- Штат Уттар-Прадеш:
  - Фаррукхабад (227 876)
  - Каннаудж (71 530)
  - Канпур (4 167 999)
  - Аллахабад (1 215 348)
  - Мірзапур (205 264)
  - Варанасі (1 100 748)
- Штат Біхар:
  - Ара (203 395)
  - Чхапра (178 835)
  - Данапур (158 488)
  - Патна, раніше Паталіпутра (1 697 976)
  - Мунґер (187 311)
  - Бхагалпур (350 133)
- Штат Джаркханд:
  - Маленька ділянка, великих міст немає
- Штат Західний Бенгал:
  - Джанґіпур (74 464)
  - Бахарампур (160 168)
  - Крішнанаґар (139 070)
  - Барасат (237 783)
  - Барракпор (144 331)
  - Колката (5 080 519)
  - Аліпор
  - Хаура (1 007 532)
  - Халдія (170 256)
- Бангладеш:
  - Раджшахі (472 775).
  - Кхулна (855 650)
  - Барісал (210 374)
  - Джессор (243 987)
  - Пабна (138 000)
  - Чандпур (94 821)

## Історія

### Стародавність
За часів раннього ведичного періоду Ганг не мав великого значення, а головними річками Ріґведи були Інд і легендарна Сарасваті. Але вже пізніші Веди почали приділяти Гангу набагато більше уваги, що підтверджується численними згадками про нього.
Ймовірно, першим серед представників західної культури цю річку згадав Меґасфен у своєму рукописі «Індіка». За ним «Індія має багато річок, великих та судноплавних, які починаються з північних гір та перетинають країну, і більшість з них, об'єднуючись разом, впадають до річки, яку називають Гангом. Ця річка, завширшки до 30 стадій, тече з півночі на південь, та впадає до океану в державі Ґанґарідаї, яка має велику армію зі слонів»..

### Класична та середньовічна історія
Історично Гангська рівнина була центром численних цивілізацій Індії, які змінювали одна одну. На берегах Гангу знаходився центр Держави Маур'їв, зокрема її царя Ашоки, столицею імперії було місто Паталіпутра (зараз Патна). Каннаудж, знову на березі Гангу, був центром імперії Харша, яка в VII столітті охоплювала всю Північну Індію. Центрами Імперії Великих Моголів були Аґра і Делі, розташовані на берегах головної притоки Гангу Ямуни. Під час панування мусульман їхня влада поширилася на всю річку, включаючи Бенгал. Іншими центрами влади мусульманських держав були міста в дельті Гангу — Дака і Муршідабад.

### Нова і новітня доба

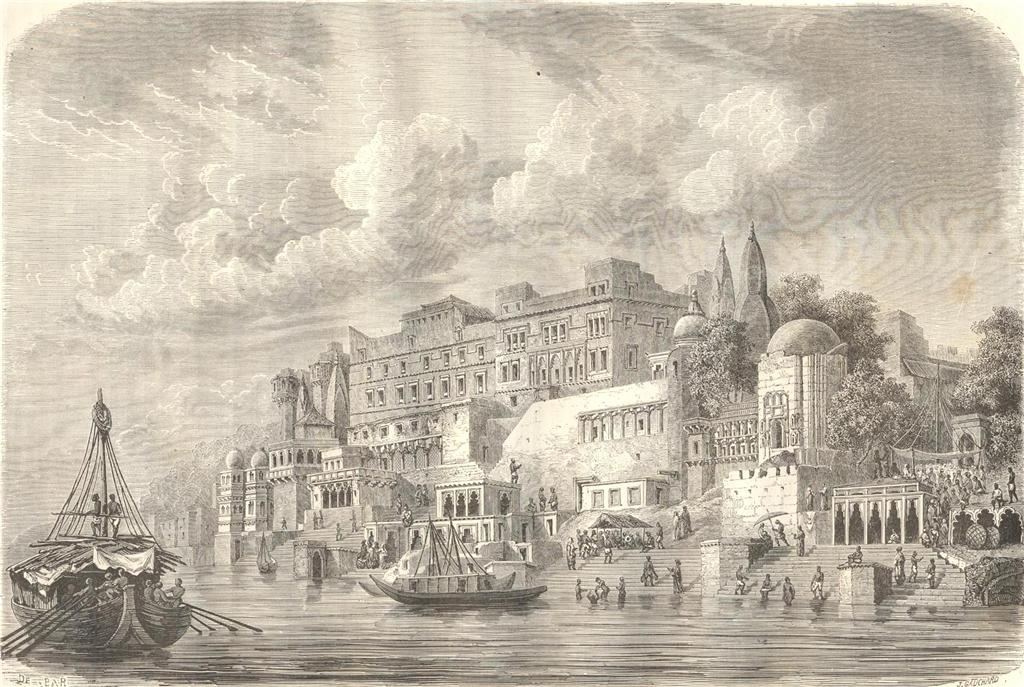
Бенарес (Варанасі) у 1861 році

Новітня історія Гангу пов'язана перш за все з британським пануванням. Ост-Індська компанія, яка заснувала місто Калькутта (зараз Колката) на берегах рукава Хуґлі наприкінці XVII століття, поступово поширила свій вплив на всю територію долини Гангу, досягши Делі на початку XIX століття. 1848 року Компанію було реорганізовано у Британську Індію, яка панувала на всій течії Гангу та більшій частині його басейну до отримання Індією незалежності в 1947 році.
Внаслідок розділу Британської Індії більша частина річки відійшла до Індії, а частина її дельти — до Пакистану. З 1971 року бенгальські території Пакистану відокремилися в результаті війни за незалежність з утворенням незалежної держави Бангладеш.

## Господарське використання

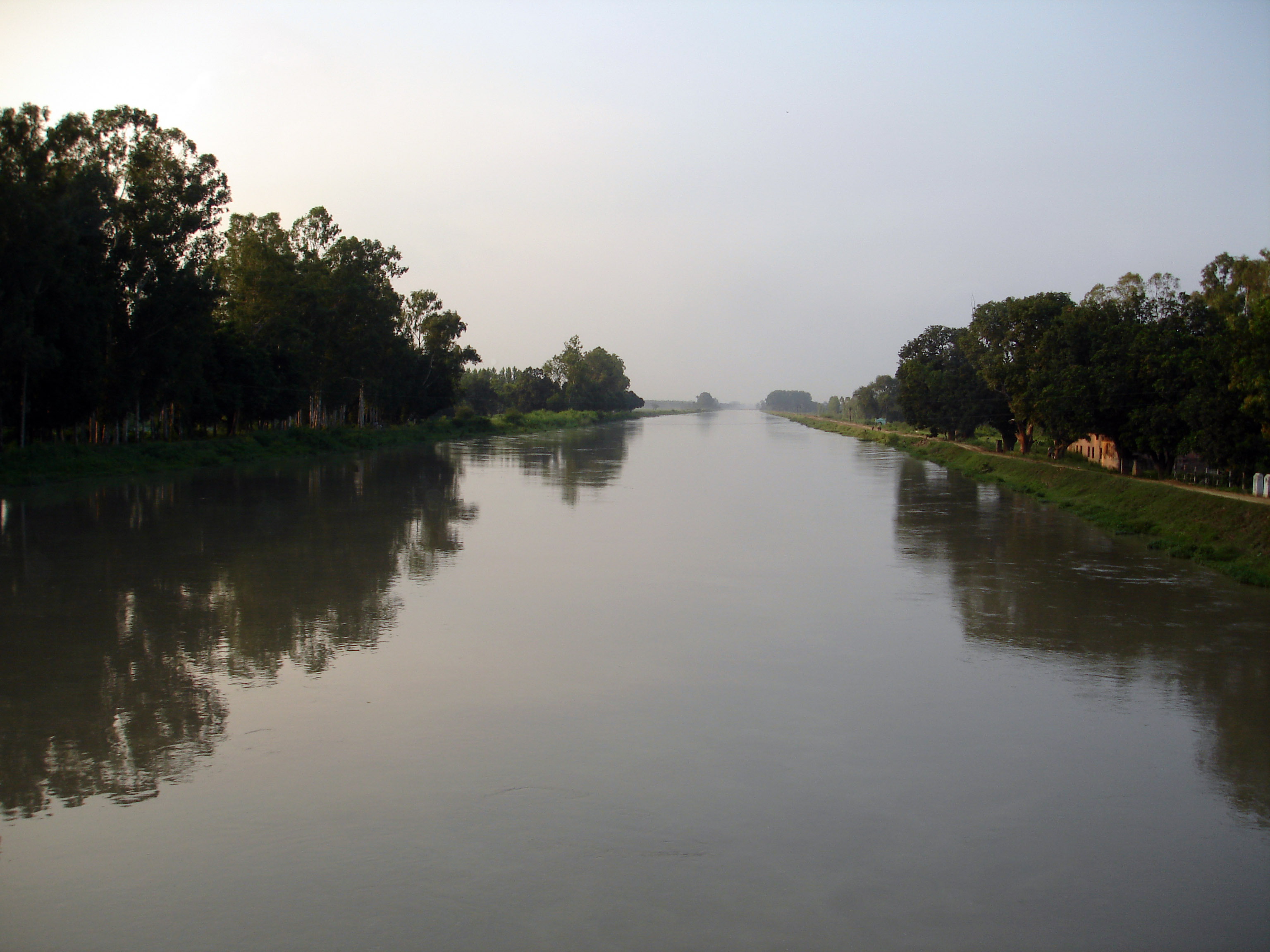
Гангський канал

Навколишнє населення з давніх часів активно використовувало річку Ганг. Вона мала транспортне значення, нею перевозили війська великих індійських імперій, як-то Імперії Великих Моголів або Британська Ост-Індської компанії. Але головним її значенням було релігійне для індусів та господарська діяльність всіх народів і релігійних груп, що мешкали уздовж річки.

### Сільське господарство та рибальство

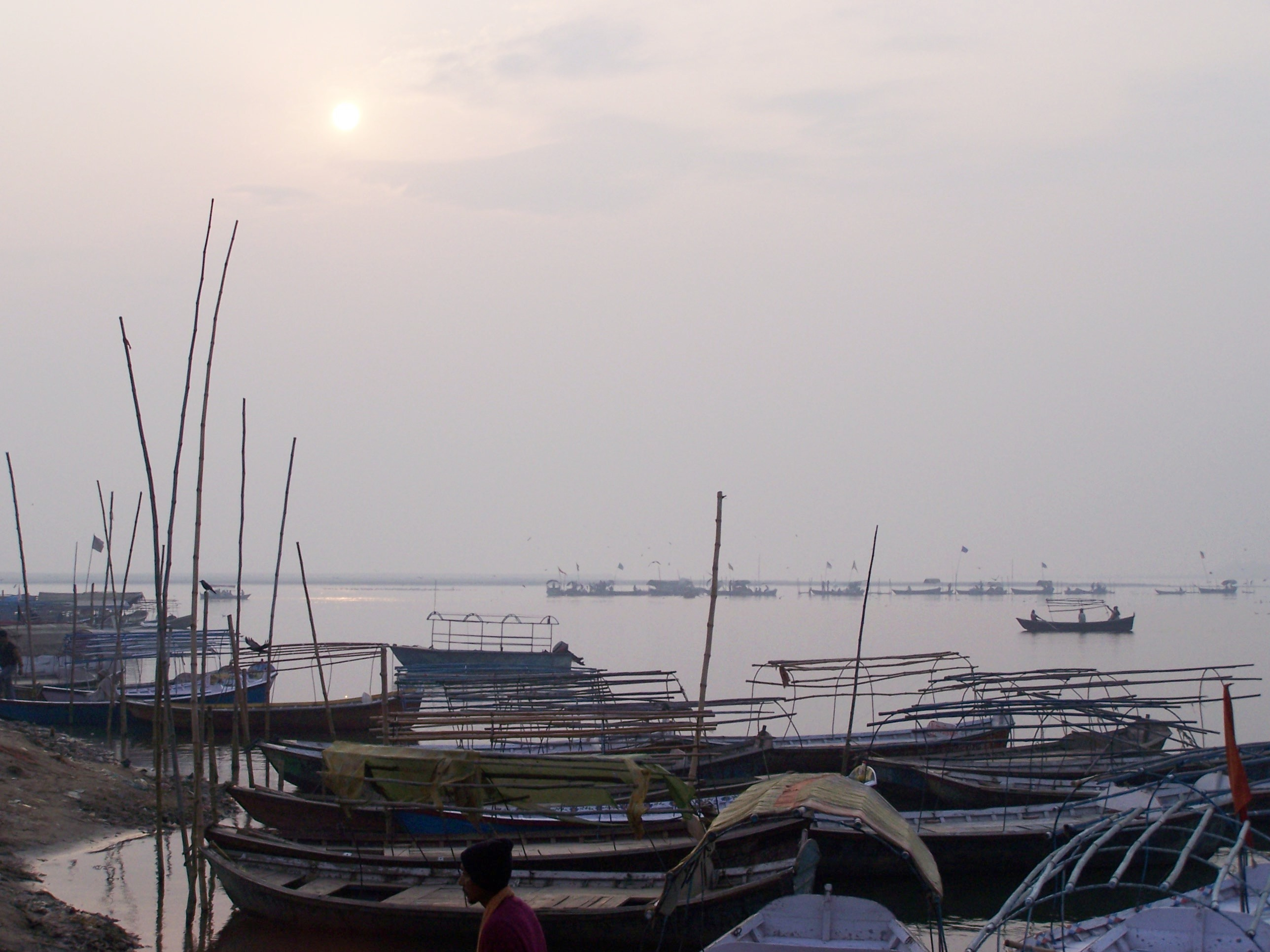
Рибальські човні у Трівені-Санґам

Воду з річки населення широко використовує для побутових потреб. Величезний її обсяг забирається на промислові об'єкти всього регіону. Ще більшу кількість води використовують для зрошування сільськогосподарських угідь. Ганг зі своїми притоками завдяки родючому ґрунту Гангської рівнини відіграє важливу роль в економіці Індії та Бангладеш, забезпечуючи водою для зрошення величезні території цих країн. Головні культури, які вирощуються в цьому регіоні — рис, цукрова тростина, сочевиця, олійні культури, картопля і пшениця. Вздовж берегів річки, поблизу боліт і озер, на багатих ґрунтах вирощують ще й боби, різні види перцю, гірчицю, кунжут і джут.
Для зрошення угідь регіону Доаб між річками Ганг і Ямуна, урядом Британії в 1848 році був збудований величезний Гангський канал (або Верхній Гангський канал) завдовжки 1305 км. 1878 року було відкрито продовження цього каналу, Нижній Гангський канал. Зараз Гангський канал йде від міста Харідвар на південь до міста Аліґарх, де він розгалужується на 2 рукави, до міст Канпур і Етавах, відповідно. Перша гілка йде приблизно уздовж Гангу, друга — уздовж Ямуни до містечка Хамірпур.

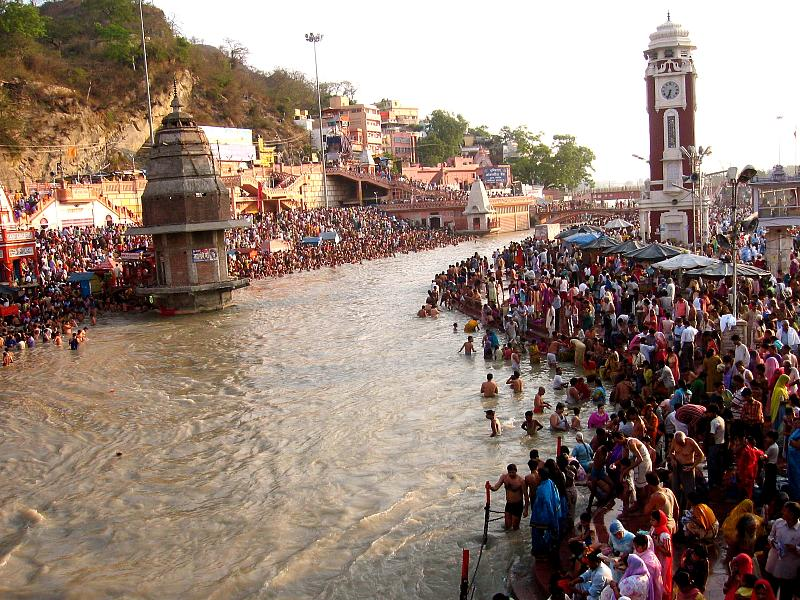
Фестиваль у Харідварі

Річка Ганг традиційно була багата рибою, крокодилами-гавіалами і місцевим видом черепах. Незважаючи на скорочення чисельності цих тварин у наші часи, всі вони виловлюються та вживаються в їжу населенням прибережних територій. Найбільше розвинуте рибальство в гирлі річки, де побудована розгалужена мережа рибопереробних заводів. Багато можливостей для риболовлі є і вздовж річки, хоча там залишається проблема високого рівня забруднення води і, як наслідок, риби.

### Паломництво і туризм
Туризм є іншою, суміжною, а часто й основною діяльністю населення регіону. Головним типом туризму є паломництво, обслуговування якого становить значну частину економіки священних міст (Харідвар, Аллахабад і Варанасі) у центральних районах та, меншою мірою, у верхів'ях річки. пороги річки Ганг у її верхів'ях (від Ґанґотрі до Рішікеша) також є популярним місцем рафтингу, що приваблює в літні місяці сотні любителів активного відпочинку.

### Судноплавство

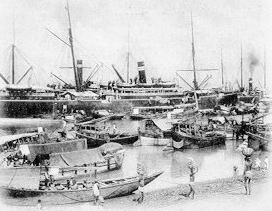
Судна у рукаві Хуґлі, 1905 рік

У стародавні часи Ганг та деякі його притоки, особливо на сході, були важливими торговими шляхами. Згідно з Меґасфеном, ці річки вже були судноплавними в IV столітті до н. е. Вони залишалися судноплавними до XIV століття. Введення колісних пароплавів у XIX столітті збільшило транспортне значення річки, стимулюючи виробництво індиго в Біхарі та Бенгалі. Між містами Колката і Аллахабад почалося регулярне сполучення, судна піднімалися навіть далі по Ямуні, до Аґри. Невеликі судна піднімалися Гангом до внутрішніх районів Уттаракханду.
У другій половині XIX століття, проте, ці водні шляхи почали приходити до занепаду. Велику роль зіграло збільшення відбору води для потреб сільського господарства, особливо через будівництво Гангського каналу в середині століття. Крім того, свою роль зіграв й розвиток залізниць, які почали заміняти собою водні шляхи. Вище Аллахабада водний транспорт зараз припинив існування, за виключенням дрібних приватних човнів.
Західний Бенгал і Бангладеш все ще продовжують покладатися на водний транспорт для вивозу джуту, чаю, зерна та інших продуктів сільського господарства. Головними річковими портами на річці Ганг та її рукавах є Монґла, Барісал, Чандпур і Ґоалундо-Ґхат в Бангладеш і Колката в Індії. Розділ Британської Індії на Індію і Пакистан (Бангладеш) привів до зникнення водних торгових шляхів з Ассаму до Колкати.
У Бангладеш водний транспорт контролюється Адміністрацією внутрішнього водного транспорту, в Індії — Центральною радою внутрішнього водного транспорту. Ці організації намагаються підтримати стан водних шляхів на доброму рівні. До системи цих шляхів входять близько 1600 км річок у басейні Гангу.

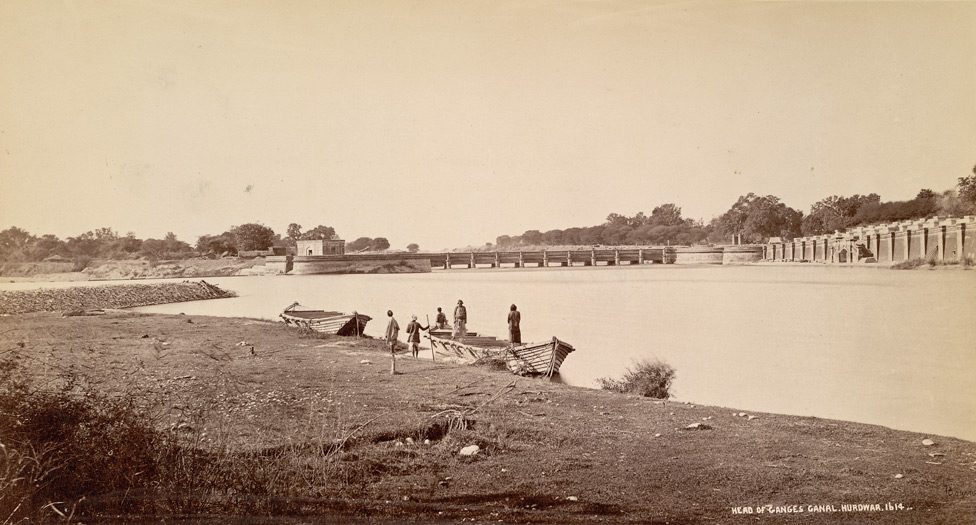
Гребля Гангського каналу одразу після будівництва, 1860 рік.

У 1976 році була збудована гребля Фаракка, яка відхилила частину вод у рукав Хуґлі. Метою проєкту було повернення води до Колкати, що за минулі століття почала потрапляти до східних районів дельти та викликало замулення протоки. Через цей процес тільки малотоннажні пароплави могли ходити цим рукавом до Колкати. Проте, проєкт привів не тільки до частих посух на території Бангладеш, але й до замулення рукавів у цій країні та виникнення руйнівних повеней 1987 і 1988 років.
Частково проблема річкового транспорту вирішується будівництвом залізниць, так, ще за часів британського панування уздовж Гангу від Колкати до Канпура була споруджена Східно-Індійська залізниця (East Indian Railway).

### Греблі й ГЕС

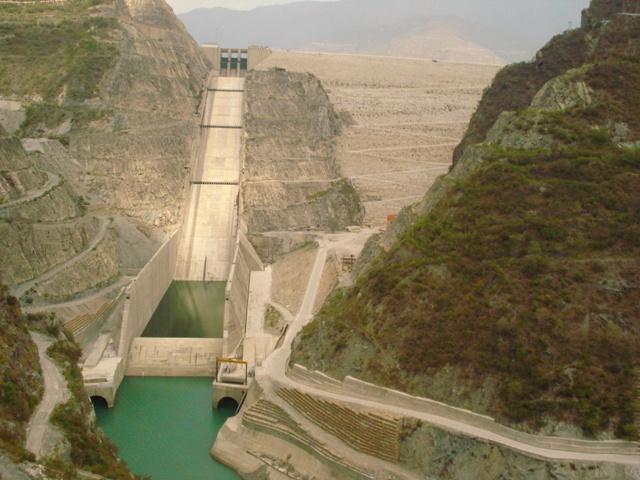
Гребля Техрі

На річці Ганг існує дві великі греблі. Одна, біля Харідвару, відволікає значну частину гімалайських талих вод у Гангський канал, побудований в 1854 році британцями для зрошення прилеглих земель. Це загалом призвело до серйозного погіршення течії води в Гангу і є основною причиною обмеження внутрішнього судноплавства на річці.
Інша велика гребля і ГЕС, Фаракка, була збудована близько до точки, де основний рукав річки переходить до Бангладеш, і відхиляє частину вод у річковий рукав Бхаґіратхі (або Бхаґіратхі-Хуґлі), який надалі тече в Західній Бенгал повз Колкату. Ця гребля була давно джерелом затяжних суперечок з Бангладеш, які були врешті-решт вирішено на основі підсумків обговорень, проведених урядами країн у 1996 році. Бангладешці вважали, як з'ясувалося — вірно, що відсутність постійної течії в літні місяці спричинятиме посухи у Бангладеш і зробить його уразливішим до повеней. У той же час, пропозиції щодо поєднання (через ще один канал) Брахмапутри з Гангом, щоб поліпшити потік води, так й не було реалізовано.
Існують ще кілька містечкових гребель. Одна з них, Дамодар, на річці Дамодар поблизу порту Халдія (нижче Колкати) була збудована за зразком «Теннессі Веллі Ауторіті» у США. Існує також ще одна гребля Техрі, на річці Бхаґіратхі, головному витоку Гангу.
У верхів'ї притоки Гангу, Махакалі (Сарди), пропонується побудувати ще одну греблю — Панчешвар. Це індо-непальський проєкт, який заплановано здійснити за співпраці з США. У випадку його здійснення можливе будівництво найвищої греблі ГЕС у світі.

## Екологія

### Повені

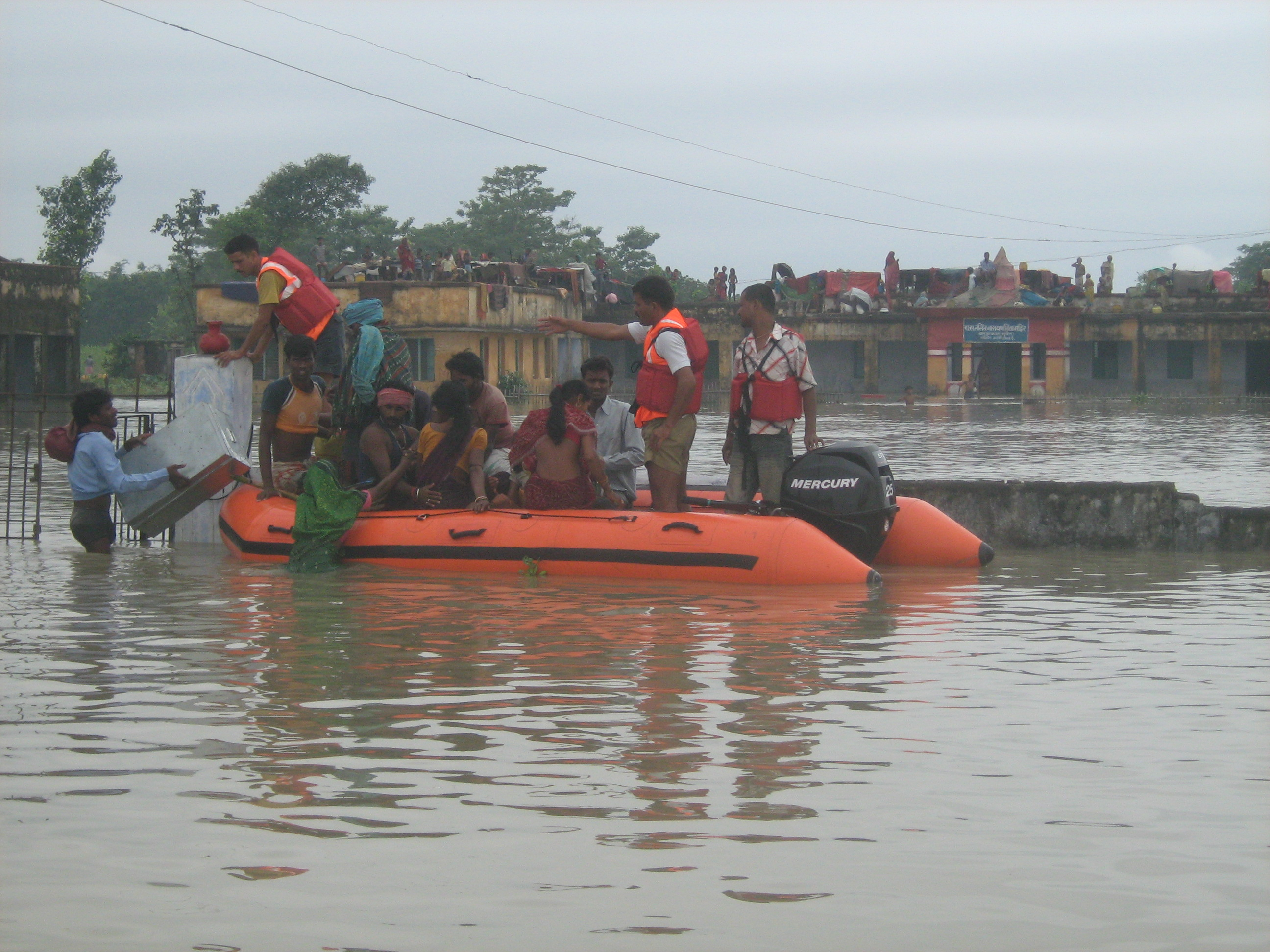
Рятувальна операція в Біхарі під час повені на Коші (притоці Гангу) в 2008 році

Ганг та його притоки відомі сезонними повенями. Власне саме ці повені, під час яких відкладається величезна кількість осадів утворили широку та родючу Гангську рівнину. Ганг щороку змиває з гір величезну кількість гірських порід, з яких близько 749 млн тонн досягає Греблі Фаракка, а 95 млн тонн — Бенгальської затоки. Долина річки отримує близько 65 млн тонн осадів.
Хоча режим річки добре відомий, через щільне заселення прирічкових районів повені щороку призводять до проблем. Коли річка виходить з берегів, що трапляється досить часто, вона затоплює багато населених пунктів, загрожуючи життю та майну їхніх мешканців.

### Якість води

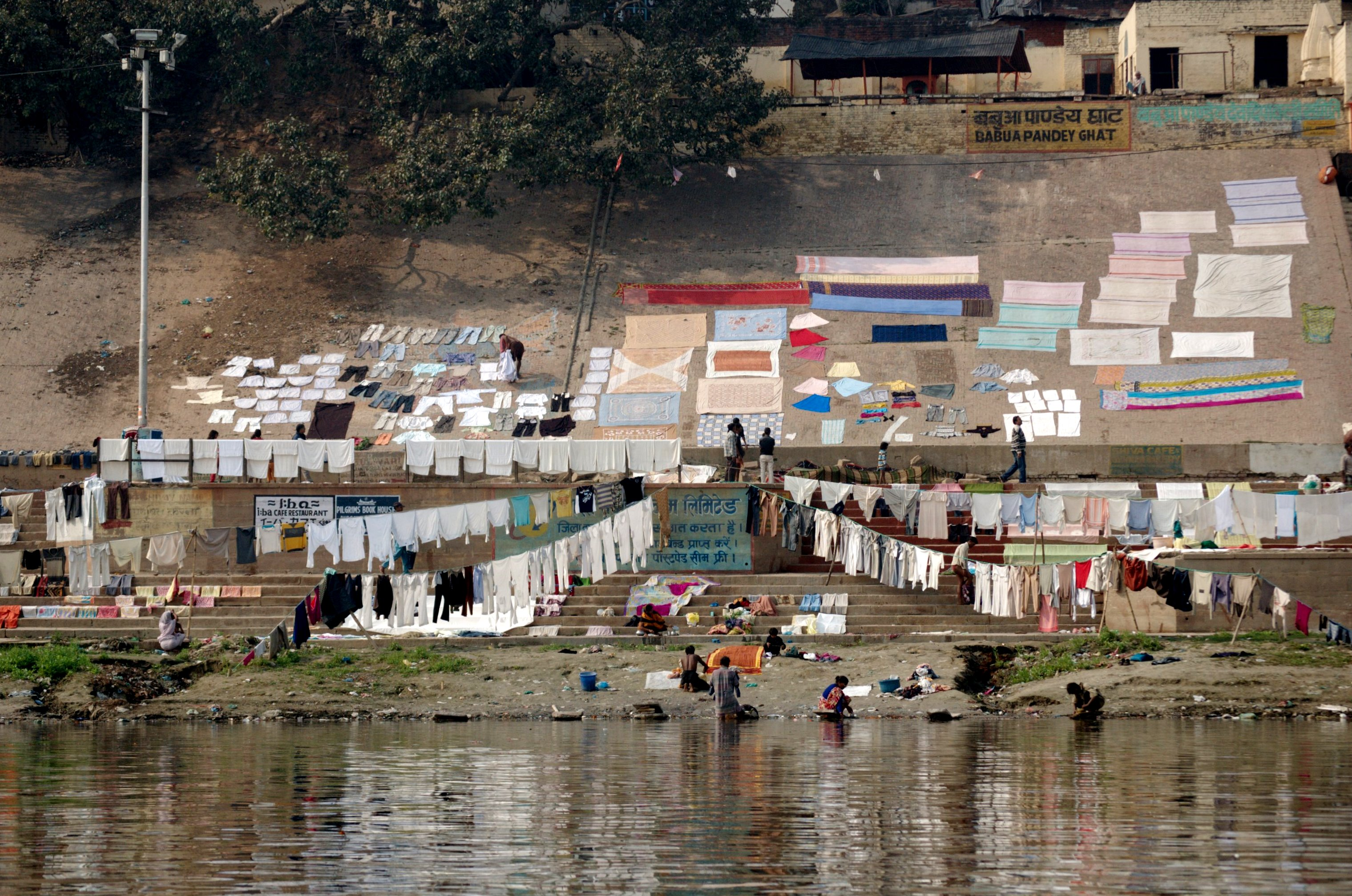
Прання одягу на березі Гангу, Варанасі.

Ганг вважається однією з найбрудніших річок у світі, загрожуючи здоров'ю близько 500 млн осіб, які мешкають в басейні річки та її дельті й прямо або непрямо залежать від неї. Вже починаючи з верхів'їв, Ганг стає дуже брудним через стоки, які скидають до річки населення та численні промислові підприємства. Прикладами перенаселення є міста Ґанґотрі і Уттаркаші. Так, Ґанґотрі виросло майже з нуля за останні три десятиліття — до 1970-х років у селищі було лише кількох селянських хатин. Населення ж Уттаркаші за останні десятиліття також збільшилося в кілька разів. Протікаючи густонаселеними районами, під час повеней Ганг збирає велику кількість людських нечистот та залишків людської діяльності, які містять зокрема такі патогени як Schistosoma mansoni і фекальні ентеробактерії, через що вживання річкової води для пиття та навіть купання у ній загрожує інфекційними хворобами. Хоча багато дослідників і урядових організацій висловлювали пропозиції щодо покращення стану води у річці, здійснено було небагато. Так, ділянку річки біля «ґхатів» (місць для купання) у священному місті Варанасі було описано як «коричневий суп з екскрементів та промислових стоків». Вода річки містить тут близько 600 видів здатних до розмноження фекальних ентеробактерій на 1 мл, що в 120 разів вище за офіційно допустимі норми. Через це з близько 700 млн осіб, які купаються в річці щороку, за оцінками The Economist, близько 3,6 млн, переважно дітей, гинуть. За оцінками ВООЗ, число жертв дещо менше, але також величезне: з 1,5 млн індійських дітей, які щороку помирають від захворювань, які передаються через воду, 30-40 % на рахунку Гангу.
Індійський уряд вже давно намагається впоратися з проблемою забруднення річки. План дій щодо Гангу (Ganga Action Plan), здійснення якого з великою помпою почалося в 1985 році, передбачав створення до 2000 року водоочисних споруд, здатних переробити 2,7 млрд л/день, необхідних на той час. На момент завершення програми було створено потужності, здатні переробити лише близько 1,0 млрд л/день, незважаючи на істотне зростання викидів. У плані долучення населення до очищення річки програма провалилася повністю. Більш того, створені потужності опинилися залежними від нестабільного постачання електроенергії. Зараз над задачею очищення річки працюють ряд некомерційних індійських та міжнародних організацій, проте результати цієї роботи незначні на фоні надзвичайно важкої проблеми.
Річка, проте, має давню репутацію здатної до самоочищення, що, частково, підтверджується офіційною наукою. Так, через постійно високу кількість бактерій, вода містить бактеріофаги, які знищують значну частину небезпечних бактерій та не дають їм розмножуватися більше певного рівня. Вода річки Ганг також має здатність утримувати кисень, деталі цього процесу зараз невідомі. За повідомленнями National Public Radio, збудники шигельозу, амебіазу та холери у річці наразі практично зникли, через що ризик широкомасштабних епідемій останнім часом знизився.

### Ефект зміни клімату
Глобальне потепління та локальний антропогенний вплив вже зараз викликають помітні зміни у режимі річки та обсязі стоку. Багато засобів масової інформації поширюють думку, що «Ганг може пересохнути, подібно до Сарасваті», що вірно лише частково. Численні аспекти процесів зміни клімату, однак, викликають різнонаправлений ефект.
На більшій частині земної поверхні останніми десятиліттями спостерігається істотне відступання льодовиків, серед яких і льодовики Гімалаїв та Тибетського плато, з яких стікає річка та її притоки, й на які зараз припадає значна частина запасів льоду на Землі. За даними UN Climate Report 2007 року, якщо сучасні темпи відступання збережуться, гімалайські льодовики зникнуть до 2030 року. За повідомленням Метеорологічної служби КНР, відступання льодовиків призводить до збільшення стоку та матиме позитивний ефект на сільське господарство у короткій перспективі, але надалі це приведе до зменшення постачання води до річок регіону, зокрема Ганг.
З іншого боку, глобальне потепління викликає підвищення температури морської поверхні та, у результаті, збільшення інтенсивності мусонів, які стають здатними проникати углиб Гімалаїв на більшу відстань. Саме збільшенням сили мусонів пояснюється велике число руйнівних тропічних циклонів, які пустошили останніми десятиліттями узбережжя Бенгальської затоки. Ці ж мусони, здатні переносити більшу кількість вологи до витоків Гангу, призводять й до збільшення кількості опадів у цьому районі, що має призводити до наступу льодовиків. Швидке відступання льодовиків, таким чином, може бути пояснене лише підвищенням температури, особливо помітним локально, через істотне збільшення населення та знеліснення регіону.
У результаті постачання води до Гангу навряд чи зменшиться наступними десятиліттями, хоча відступання льодовиків, що згладжують сезонний режим опадів, призведе до істотного збільшення сезонних коливань річок регіону, які стануть особливо залежними від мусонів і навіть можуть тимчасово пересихати протягом сухого сезону. Для боротьби з цим та іншими негативними ефектами зміни клімату пропонується інтенсивне відновлення лісового покриву та створення нових льодовикових озер і ставків як буфера коливань стоку. Зокрема, користь може принести будівництво гребель, таких як Техрі і Панчешвар.

### Природоохоронні території

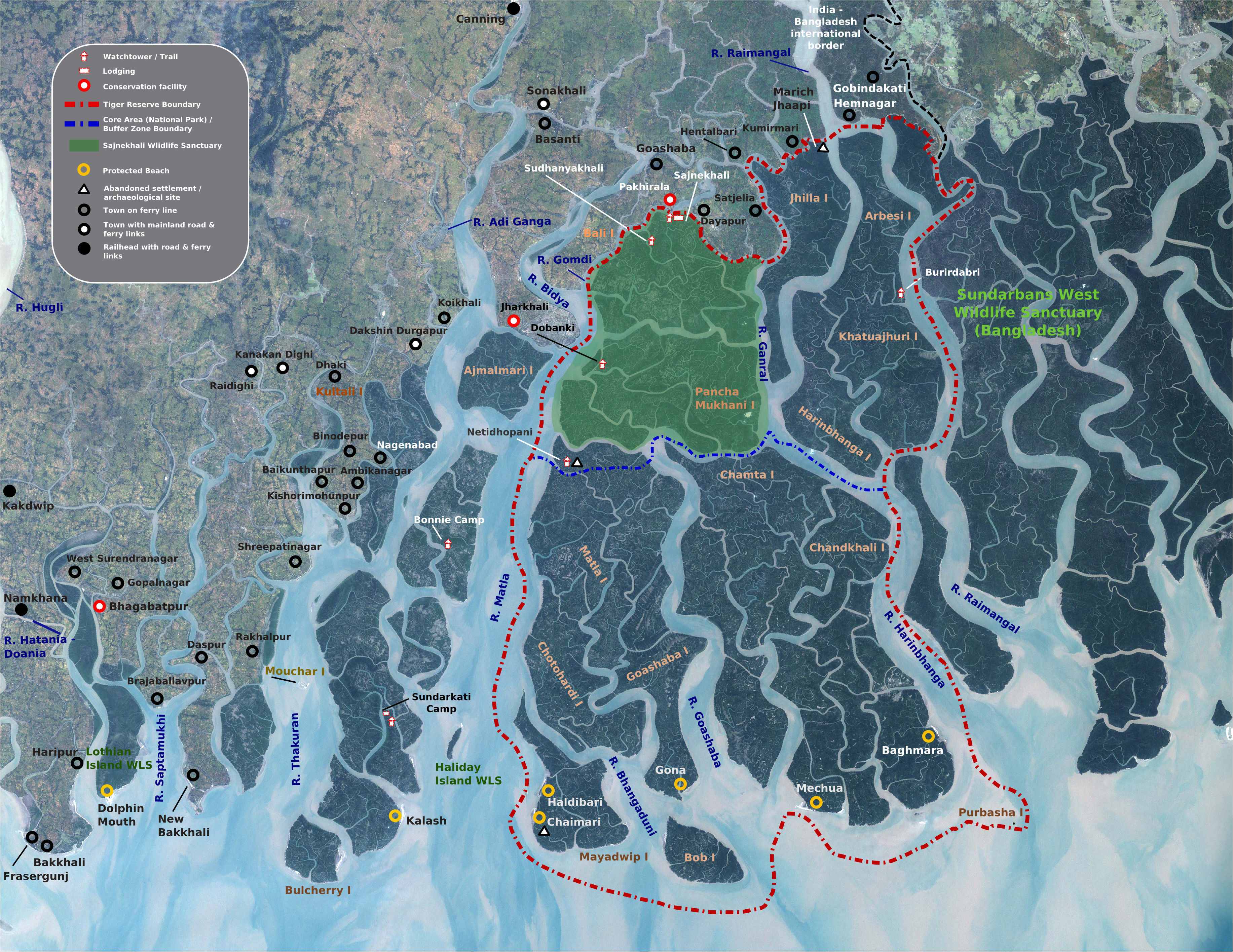
Природоохоронні території індійської частини Сундарбансу

Окрім священних місць на річці Ганг, як в верхів'ях, так й в низовинних районах, налічується кілька природоохоронних територій.
Першою природоохоронною територією на берегах Гангу є Національний парк Раджаджі в пагорбах Шівалік штату Уттаракханд, відомий фауною та флорою передгір'їв Гімалаїв.

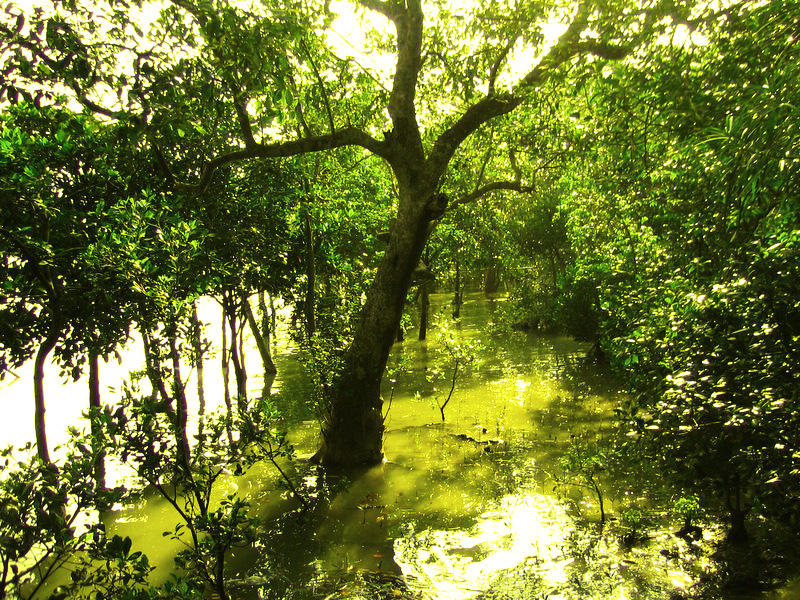
Дерева Сундарі у Сундарбансі

Найбільшою й найунікальнішою з природоохоронних територій уздовж Гангу є Сундарбанс у дельті річки. Ця назва дослівно перекладається з бенгальської як «гарні джунглі» або «красивий ліс», однак загальноприйнята думка пов'язує назву з деревом Сундарі. Це ліси займають площу близько 10 тисяч км². Бангладеську частину Сундарбанса включено до Світової спадщини ЮНЕСКО з 1997 року, індійську, Національний парк Сундарбанс, з 1987 року. Сундарбанс перетинає складна сітка припливних проток, на берегах яких та на заливних островах ростуть мангрові ліси. У районі мешкає рідкісний бенгальський тигр та численні представники іншої фауни, зокрема різні види птахів, плямистий олень, гавіал і змії. За оцінками, в цьому районі зараз налічується близько 500 бенгальських тигрів і 30 тисяч плямистих оленів. Родючі ґрунти дельти були предметом інтенсивного використання людиною протягом століть, і лише відновлення частини вже знищених лісів привело до утворення Сундарбансу в його сучасному вигляді.

## Ганг у культурі

### Легенди про Ганг та згадки в класичній літературі

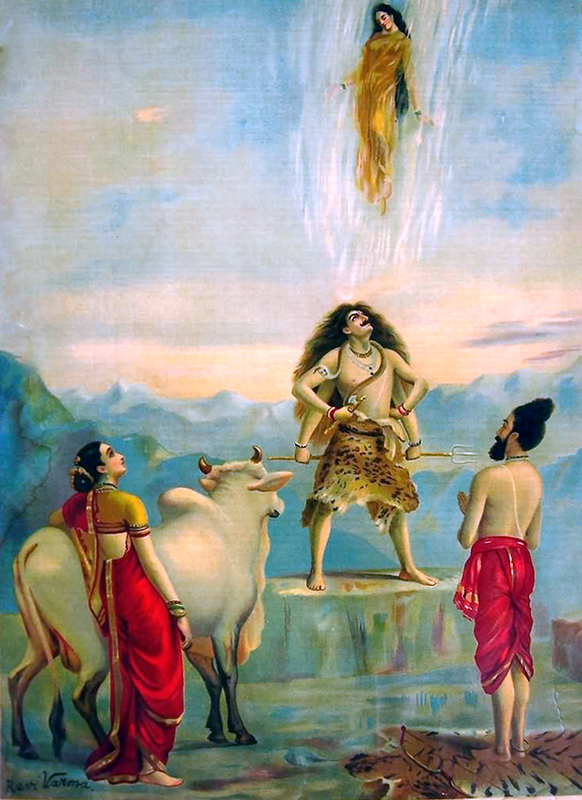
Зішестя Ґанґи, яке очікують Шива, Бхаґіратха, Парваті і бик Нанді.

З річкою пов'язано безліч легенд індуїзму, річка Ганг та її персоніфікація, богиня Ґанґа, згадуються в найдавніших індійських літературних творах, зокрема Ведах, Пуранах, Рамаяні і Махабхараті. Загальною рисою всіх цих легенд є її небесне походження, на початку часів Ґанґа була виключно небесною річкою, але пізніше була спущена на Землю, протікаючи зараз у всіх світах індуїстської космографії. Загалом більшість легенд пов'язані з її народженням, зі спуском на землю та з певними епізодами перебування вже на Землі. У легендах підкреслюються її здатність до очищення або зняття гріхів, її значення як символу материнства та значення як посередниці між світами.
Існує кілька версій народження Ґанґи. Так, за Рамаяною, Ґанґа була дочкою Хімавана, володаря Гімалаїв, і його дружини Мени, вона приходиться сестрою богині Парваті. За іншою легендою, священні води з камандалу Брахми були персоніфіковані в образі цієї богині. Пізніше вайшнавітське тлумачення цієї легенди описує, що вода у камандау була отримана Брахмою від омивання ніг Вішну. За Вішну-Пураною, Ґанґа вийшла з великого пальця лівої ноги Вішну. У будь-якому разі, вона була піднята до Сварґи (небес) і опинилася під опікою Брахми.

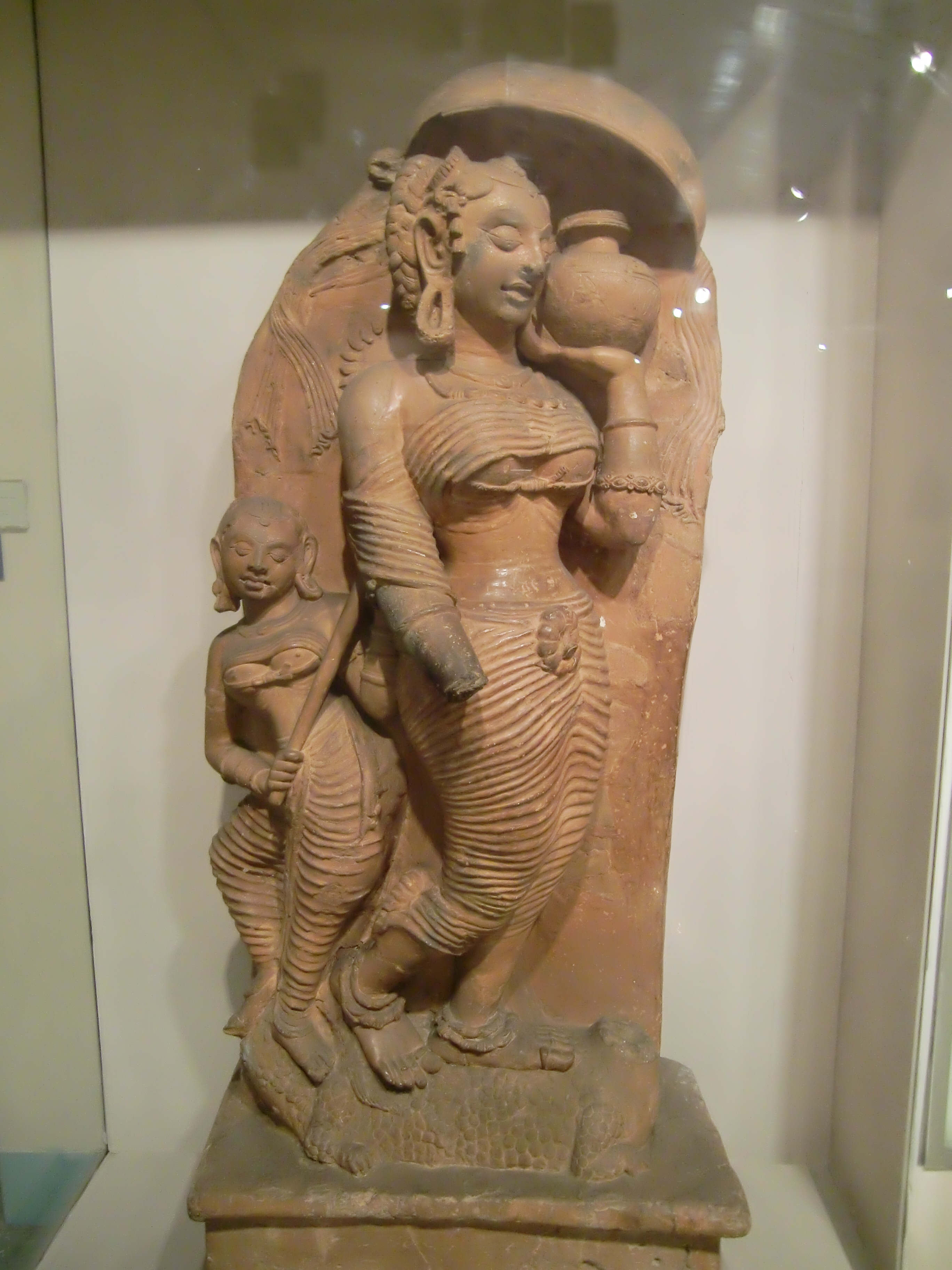
Скульптура Ґанґи в Національному музеї у Нью-Делі

Найвідомішою легендою, пов'язаною з Ґанґою, є легенда про Бхаґіратху (Бхаґіратха), викладена у Рамаяні та Бхаґавата-Пурані. Коли цар Саґар, правитель однієї з великих індійських держав, здійснив Ашвамедху, царський обряд жертвоприношення коня, кінь зник, можливо викрадений Індрою, а сини царя звинуватили в крадіжці мудреця і напівбога Капілу. Капіла, однак, знищив і прокляв принців, залишивши єдиним шансом на їх спасіння занурення їх попелу у води Ґанґи. За цю справу взявся новий правитель держави, Бхаґіратха. Він був змушений багато років здійснювати тапас Брахмі та Шиві, спочатку для того, щоб Брахма наказав Ґанзі спуститися, а потім, щоб Шива приборкав її буйний норов. Таким чином Бхаґіратхі вдалося здійснити завдання, а верхів'я річки отримали за його іменем назву Бхаґіратхі. За деякими варіантами цієї легенди Шива заманив Ґанґу в пастку зі свого волосся та випустив маленькими струмками. Дотик Шиви надав Ґанзі ще більше священного значення. Відтоді річка протікає трьома світами: Сварґою (небом), Прітхві (землею) і Наракою (пеклом), через що вона отримала назву Тріпатхаґа — «що подорожує трьома світами».
Ще кілька легенд про Ґанґу пов'язані з її роллю матері. Так, за Сканда-Пураною, саме обмивання у водах Ґанґи надало життя Ґанеші, створеному Шивою і Парваті з домішок своїх тіл. Крім того, за Махабхаратою, Ґанґа була матір'ю тілесних втілень богів Васу, яких (окрім Д'яуса або, у земному втіленні, Бхішми) вона втопила одразу після народження для звільнення їх від смертного життя, на яке їх прокляв ріші Васішта.
У мистецтві Ґанґа зображується як чуттєва і красива жінка, що несе переповнений глек, який символізує багатство життя, в руці. Часто вона їздить на міфічній тварині — макарі, що часто зображується з тілом крокодила і хвостом риби.

### Обряди та церемонії, пов'язані з річкою

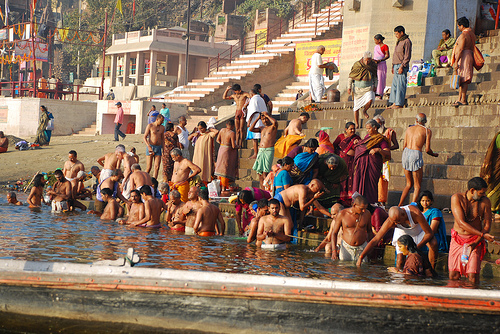
Обмивання у водах Гангу, Варанасі.

Найбільше значення Ганг має для індусів, що складають переважну більшість населення його берегів. Ймовірно, із всіх річок у світі в саме ця річка ушановується найбільше. Води Гангу, за легендою, мають здатність до очищення, зняття гріхів, а сама річка залишається символом святості та чистоти, незважаючи на фізичне забруднення її води.
Головним ритуалом, пов'язаним з річкою, є просто купання в її водах. Мешканці навколишніх районів часто приходять купатися у річці щоденно. Багато паломників зі всієї Індії та інших країн прибувають до річки виключно з метою здійснення священного обмивання, яке вважається обов'язковим щонайменше раз за життя індуса. Найкращим часом для обмивання вважається світанок, у цей момент індуси також моляться сонцю. Після обмивання індуси моляться одному або кільком божествам та підносять їм дари, зазвичай фрукти, солодощі або квіти.

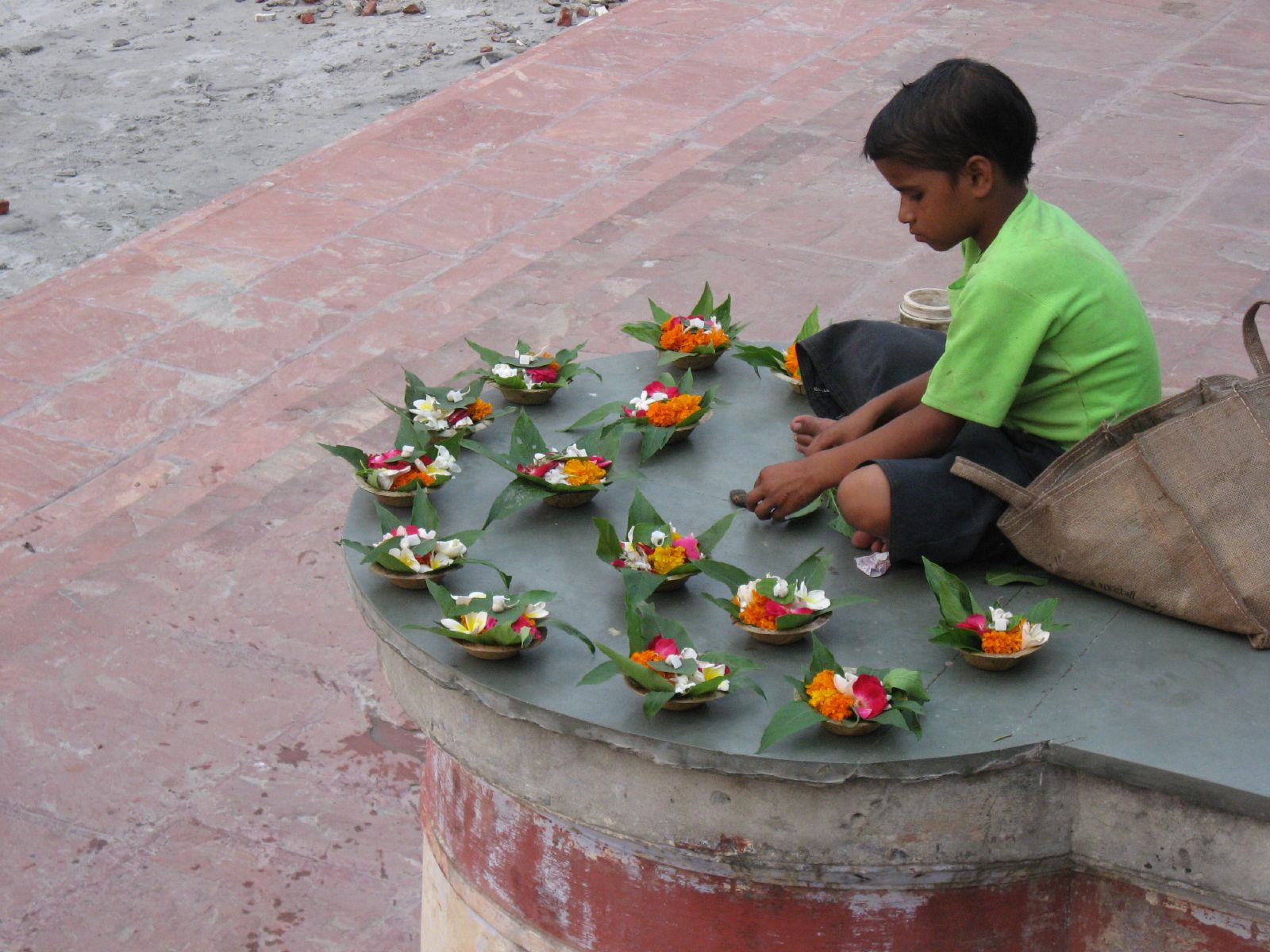
Хлопчик, що торгує квітами для підношення богам на березі Гангу, Рішікеш.

Також важливим ритуалом, що проводиться у ґхатах Гангу, є Аарті. Під час цього ритуалу богам підносяться запалені лампадки, зроблені з листя дерев, з ґнотом, зануреним у топлене масло. Вважається, що чим довше горить лампадка, тим більші шанси на здійснення прохання, про яке індус просить богів. Важливим елементом цього ритуалу є пісні, присвячені богам, що виконуються одночасно з жертвоприношенням.
Ганг також є популярним місцем поховання. Оскільки річка є зв'язуючою ланкою між Землею та Небом, вважається, що коли індуси кидають попіл своїх померлих родичів у води цієї річки, вони допомагають їм досягти мокші (спасіння) та потрапити на Небо. Тому кремація в будь-якому місці вздовж річки є бажаною для індусів. Часто люди везуть померлих сюди через всю країну, а на берегах річки постійно горять вогнища, на яких спалюють мерців. Якщо кремація на березі річки неможлива, родичі згодом можуть привезти попіл до Гангу, а деякі компанії пропонують його перевезення навіть з-за кордону та виконують відповідні церемонії розсіювання попелу. Найбідніші індійці, однак, часто вважають вартість дров для кремації, вартість послуг електричних крематоріїв та вартість послуг брахманів, що проводять церемонію, надмірною, через що просто кидають тіла мерців у воду.
У численних центрах паломництва на річці проводяться фестивалі на певні індуїстські свята, що збирають від тисяч до десятків мільйонів відвідувачів. Найбільшим фестивалем є Кумбха-Мела, що проводиться кожні 3 роки в одному з чотирьох міст, два з яких, Харідвар і Аллахабад, розташовані на берегах Гангу. Цей фестиваль, проведений 2007 році в Аллахабаді, зібрав близько 70 млн осіб. Інший великий фестиваль, що щороку проводиться у Варанасі — Ґанґа-Махоцав (Ganga Mahotsav), цей фестиваль є не тільки релігійною, але й великою культурною подією, де демонструються народні пісні й танці.
Вода річки, (гінді गंगा जल, gangajal — «ґанґаджал») також цінується серед індусів. Паломники часто наповнюють цією водою пляшки та беруть їх додому або до місцевого храму. Брахмани, а зараз і цілі компанії, займаються комерційним постачанням цієї води в інші регіони країни. Майже у кожній індуїстській оселі можна знайти глек з гангською водою. Її використовують у всіх найважливіших індуїстських церемоніях, зокрема для обмивання новонародженої дитини, під час весілля, перед смертю як «остання їжа» на Землі та під час поховання, коли немає можливості перевезти прах померлого до самої річки. Крім того, ця вода є основою багатьох традиційних лікарських препаратів в Індії.
Хоча велике релігійне значення річка має лише для індусів, індійські та бангладеські мусульмани також використовують річку для релігійного очищення тіла для молитви.

### Центри паломництва

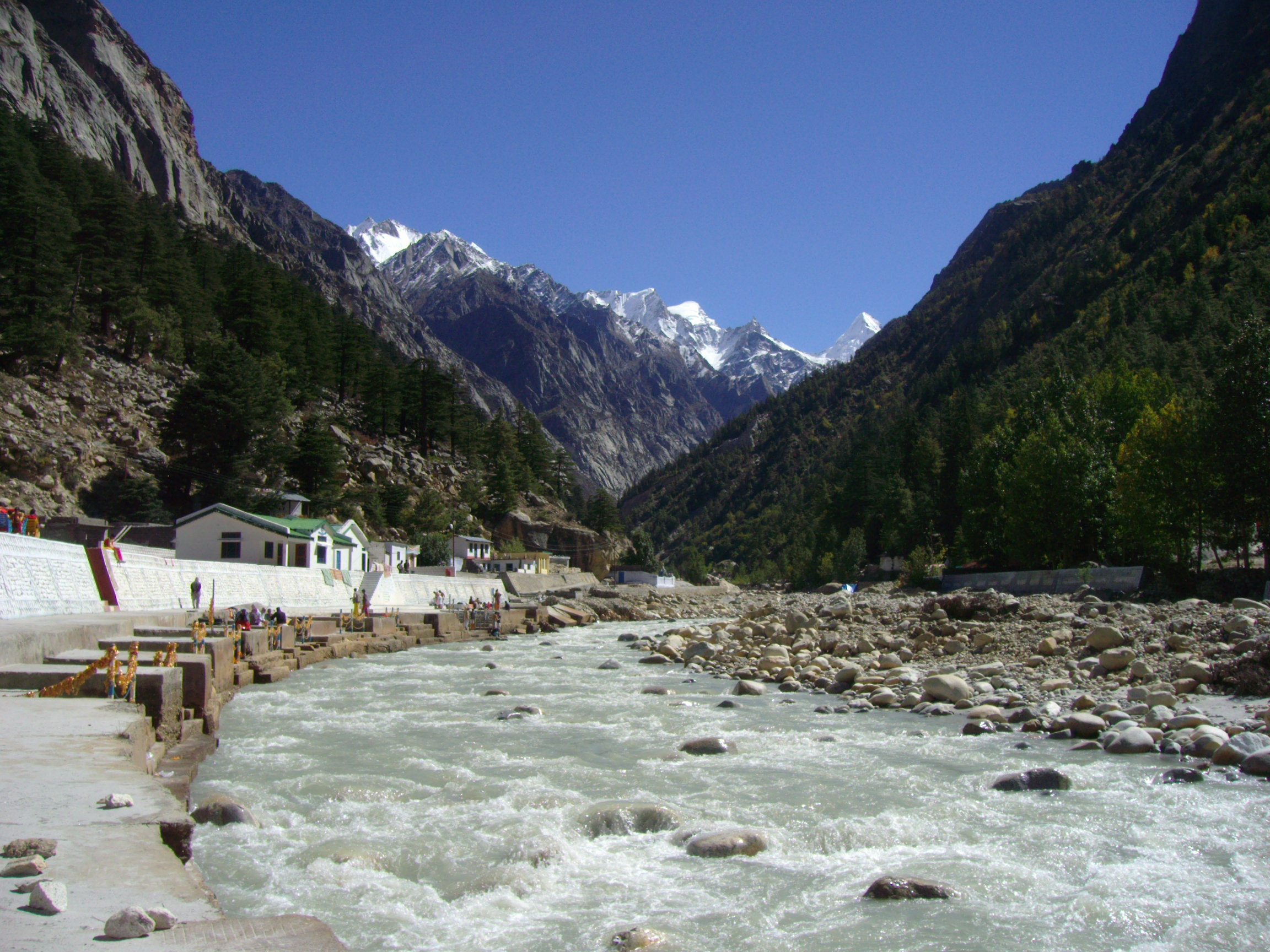
Річка Бхаґіратхі біля Ґанґотрі

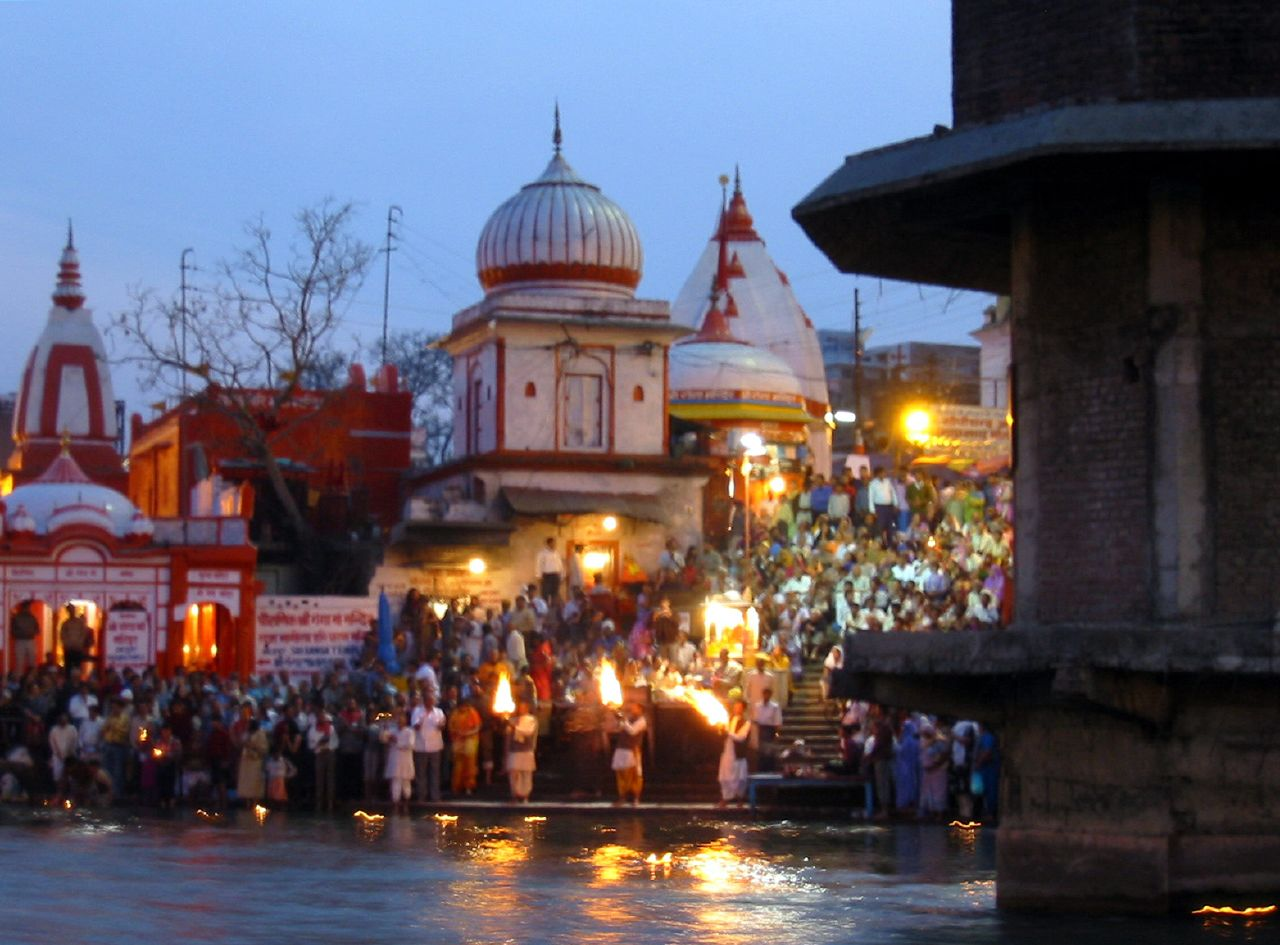
Церемонія Араті в Харідварі

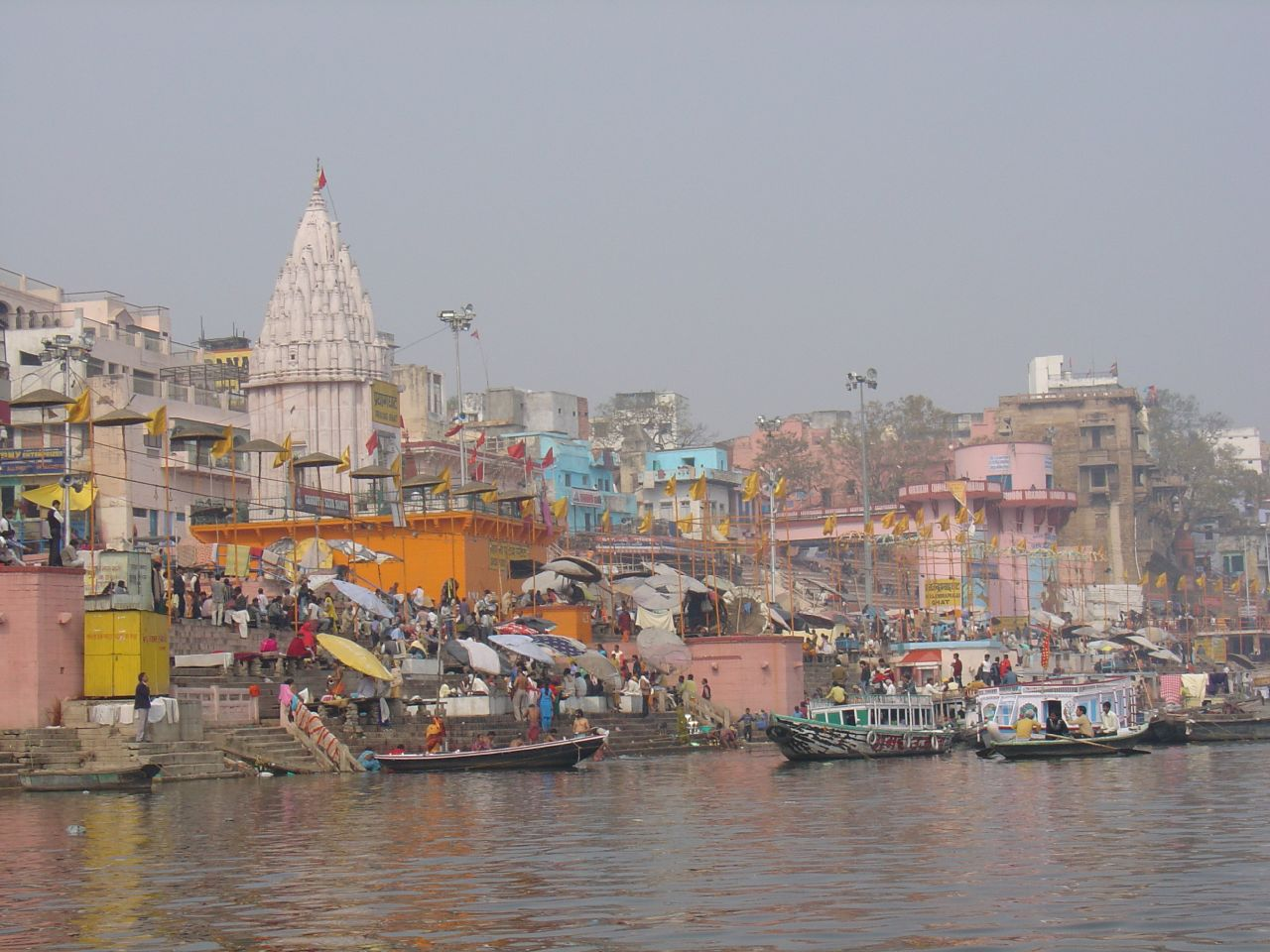
Один з ґхатів у Варанасі

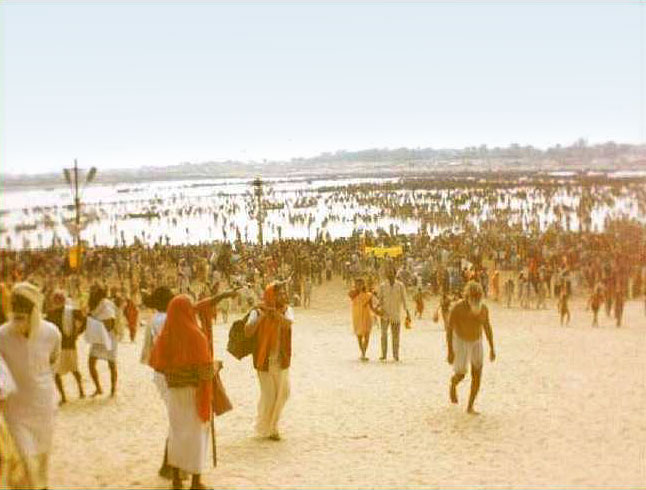
Фестиваль Кумбха-Мела, Аллахабад, 2001.

Ганг вважається священною річкою на всій своїй довжині, проте більша частина річки не має транспортної інфраструктури і важкодоступна, лише відносно невелика кількість міст на його берегах є важливими центрами паломництва і туризму.
Першим з таких міст є Ґанґотрі, розташований біля джерел річки Бхаґіратхі, головного витоку Гангу. Це місто збудоване навколо центрального храму, присвяченого Ґанзі, та входить до чотирьох місць паломницького маршруту Чота-Чар-Дхам, до якого також входить Ямунотрі — джерело головної притоки Гангу, Ямуни. Через значне забруднення води річки нижче за течією, у наші дні воду для церемоній у інших частинах Індії зазвичай набирають саме тут.
Далі за течією знаходиться містечко Девпраяґ, де Бхаґіратхі зливається з Алакнандою та утворюється власне річка Ганг.
Наступним паломницьким центром є місто Рішікеш, світовий центр йоги. Хоча місто містить багато храмів, але насправді не так багато тут присвячено власне річці, тому місто вважається другорядним для паломництва.
Далі Ганг протікає повз місто Харідвар, де річка вперше виходить на Індо-Гангську рівнину, а від неї відходить Гангський канал. Традиційно Харідвар вважається одним з найважливіших центрів паломництва на річці. Місто грає важливу роль як для вайшнавітів, так і для шайвістів, власне його назва може перекладатися як «Брама Вішну» (в написанні «Харідвар») або «Брама Шиви» (в написанні «Хардвар»). Вважається, що Вішну залишив у місті слід своєї ступні, коли сам здійснював обмивання у водах Гангу. Також за легендою, це одна з чотирьох ділянок, де небесний птах Ґаруда пролив зі свого глека еліксир безсмертя амріту, через що на них проводиться найбільший індуїстський фестиваль — Кумбха-Мела або «фестиваль глеків».
Аллахабад (також Праяґ — «місце злиття річок» або Аґґра — «місце жертвоприношення»), розташований у місці злиття Гангу з Ямуною, вважається місцем, де Брахмі була запропонована перша жертва після створення світу. Це друге з чотирьох місць, де Ґаруда пролив амріту, і також є місцем проведення фестивалю Кумбха-Мела. Саме тут за легендою виходить на поверхню та приєднується до Гангу священна річка Ріґведи, Сарасваті, що за подальшими текстами зникла з поверхні Землі.
Наступним центром паломництва на річці є Варанасі (також Бенарес або Каші), місто, яке найбільшою мірою асоціюється за самою річкою та її релігійним значенням. Крім того, місто славиться своїм фольклором та вважається культурною столицею Індії. За легендою, Варанасі є одним з найстаріших міст на Землі та було засноване Шивою близько 5 тисяч років тому. Зараз місто щороку відвідує понад мільйон паломників, не тільки шайвістів і вайшнавітів, але й буддистів та джайнів.
Нижче за течією річка розливається набагато більше, а мусони роблять її річні повені украй руйнівними, через що поклоніння річці поступово погасає і міста нижча за течією більше не мають великого релігійного значення, пов'язаного безпосередньо з річкою.
З міст у дельті річки найбільше релігійне значення має Раджшахі, що є визначним місцем для бенгальців. Саме тут виник один з найбільших індуїстських фестивалів — Дурґа-Пуджа, — що і зараз є виключно важливим для бенгальців та проводиться також у багатьох інших місцях. Фестиваль святкує прихід Рами, щоб одружитися з Дурґою, до оселі її батька в Гімалаях. Він характеризується створенням скульптурних композицій богині, для яких з Гангу збирається глина. В мусульманському Бангладеш Раджшахі є головним центром цього індуїстського фестивалю, що має вигляд великого карнавалу, в якому беруть участь представники всіх шарів суспільства та всіх релігій.

### Символічне значення і згадки в масовій культурі

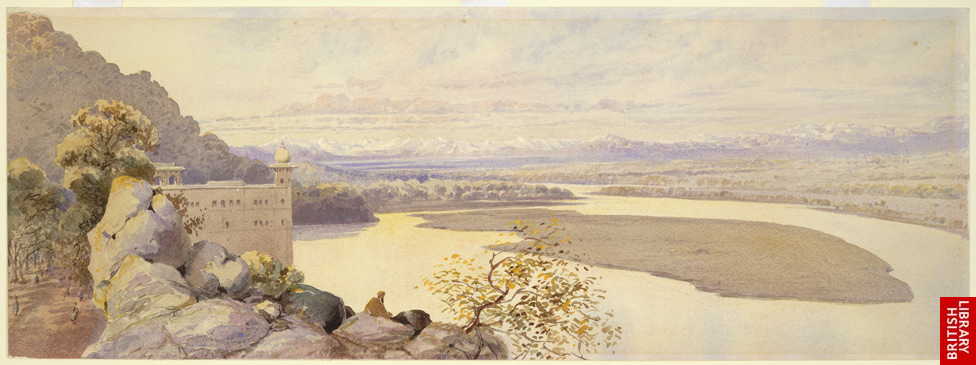
Початок Гангського каналу, Харідвар, близько 1876 року.

Велике символічне значення Гангу та часті згадки в літературі пов'язани перш за все з його великим значенням для життя великого числа людей, що проживають на його берегах або прямо чи непрямо залежать від нього. «Окрім релігійного значення, Ганг є місцем роботи для перевізників, рибалок і прачок, водопоєм домашньої худоби, слонів і диких тварин, джерелом життєдайного мулу необхідного для росту рису, та місцем ранкового туалету та купання в гаряче індійське літо. Все це, однак, — як писав Марк Твен після своєї першої поїздки до Індії — не позбавляє цю вічну річку краси й не заважає їй, з незапам'ятних часів, до божевілля зачаровувати прибулих на її береги людей.»
Річка Ганг займає важливе місце в індійській класичній літературі та фольклорі — від Ведичних часів до Боллівуду. З різного боку Ганг описувався у класичній літературі, стародавніми, середньовічними, сучасними поетами і романістами, що писали різноманітними мовами. Багато популярних індійських кінофільмів обертаються навколо цієї річки, та ще більше популярних пісень. Так, пісня Jis desh mein Ganga behti hai — «Я живу там, де тече Ганг» — є виключно популярною в Індії. Ця популярність значною мірою зумовлена асоціацією річки з самою Індією, важливим символом якої вона є.

## Цікавий факт
- [а] ↑  Бходжпурі офіційно розглядається як окрема мова в Непалі, для нього й наведені дані у 0,4 %, в Індії бходжпурі та маґадхі вважаються діалектами хінді. Оскільки бходжпурі розмовляє істотна частина населення Індії, за деякими підрахунками 36,5 млн.[35], майже всі з яких живуть в басейні Гангу, за цими даними, відсоток носіїв цієї мови досягає 7,5 % населення регіону. Аналогічно, кількість носіїв маґадхі становить близько 13 млн.[36] або 2,3 % населення регіону.

### Відеоматеріали
- Ghat Life Ganges Varanasi [Архівовано 10 червня 2015 у Wayback Machine.] YouTube (англ.)
- Varanasi x Benares x Kashi x India [Архівовано 31 липня 2013 у Wayback Machine.] YouTube (англ.)
- River Ganga [Архівовано 23 липня 2013 у Wayback Machine.] YouTube (англ.)
- Kumbh Mela — India [Архівовано 8 червня 2015 у Wayback Machine.] YouTube (англ.)
- Ganges River — Cremation [Архівовано 12 листопада 2010 у Wayback Machine.] YouTube (англ.)
- Varanasi [Архівовано 5 червня 2015 у Wayback Machine.] YouTube (англ.)